# Mỹ Tho (thành phố)
Mỹ Tho (美湫) là thành phố tỉnh lỵ cũ của tỉnh Tiền Giang cũ, Việt Nam.
Thành phố Mỹ Tho hiện là đô thị loại I, thuộc Vùng kinh tế trọng điểm Nam bộ. Đây là thành phố trực thuộc tỉnh loại I đầu tiên của vùng Đồng bằng sông Cửu Long. Mỹ Tho cũng là một trong những đô thị trọng điểm của vùng.

## Lịch sử

### Tên gọi

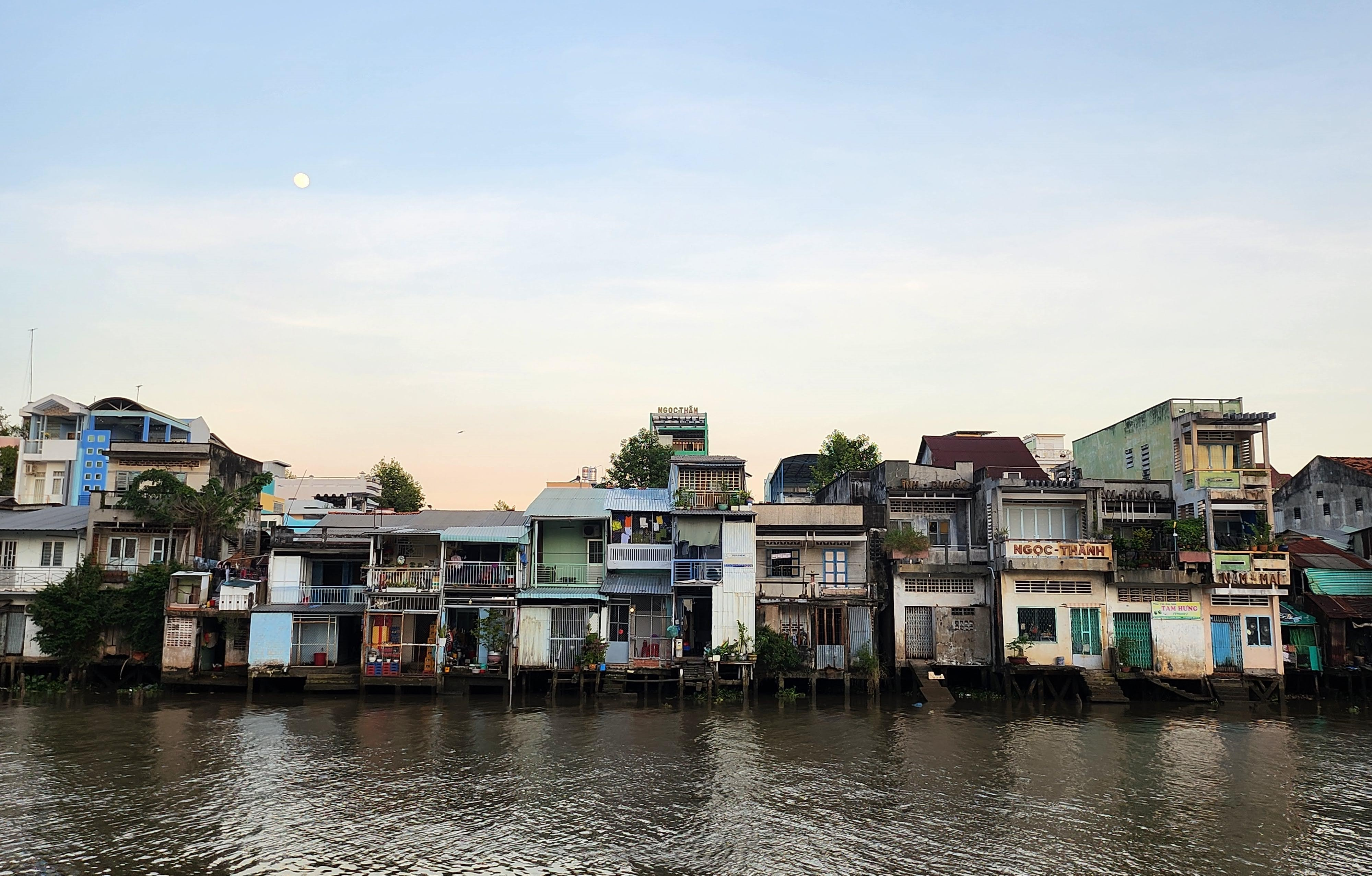
Nhà mặt sông ở ven sông Bảo Định

Có nhiều ý kiến về nguồn gốc địa danh Mỹ Tho. Đa số ý kiến cho rằng Mỹ Tho bắt nguồn từ phương ngữ gốc Khmer như Mi Sâr biến thể thành Mỹ và Tho, có nghĩa là xứ có người con gái da trắng, đẹp. Từ đó Mỹ, chữ Hán nghĩa là đẹp, nhưng từ Tho không có trong chữ Hán nên có lối viết khác nhau qua chữ Nôm, có hai lối viết, để chỉ vùng nước thơm hay cỏ thơm.
Sự kết hợp hai thành tố có ngữ âm hoàn toàn Việt Nam, "mỹ" và "tho", không tạo nên một ý nghĩa nào theo cách hiểu trong tiếng Việt. Những tài liệu về lịch sử và sinh hoạt của người Khmer trong vùng thời xa xưa đã xác định địa phương này có lúc đã được gọi là "Srock Mỳ Xó" (xứ nàng trắng). Người Việt gọi là Mỹ Tho, đã bỏ đi chữ Srock, chỉ còn giữ lại Mỳ Xó.
Mỹ Tho trong lịch sử là một vùng đất quan trọng được sớm khai phá bởi người Hoa, là một thành phố có tổ chức... trích dẫn như sau:
- Theo "Gia Định thành thông chí":

- Mỹ Tho đồn: Đồn Mỹ Tho tại phía nam trấn, xưa là rừng hoang, hổ báo làm hang ổ...(Tại trấn Nam nhất lý hứa, cựu vi hoang lâm, hổ báo quần huyệt...).
- Mỹ Tho sông ngòi: Sông Mỹ Tho ở trước mặt trấn, là con sông lớn của trấn, bắt nguồn từ nội địa tỉnh Vân Nam...(Tại trấn tiền, vi bản trấn đại giang, kỳ nguyên phát ư nội địa Vân Nam tỉnh...).

- Theo "Đại Nam nhất thống chí":

- Mỹ Tho phố lớn: chợ, quán: chợ Mỹ Tho tại huyện Kiến Hưng, thường gọi là chợ là phố lớn. Nhà ngói, rui chạm, đình cao, chùa rộng. Sông sâu tàu thuyền, buồm giong qua lại như dệt cửi...(Mỹ Tho thị tại Kiến Hưng huyện, tục danh đại phố thị, ngõa ốc, điêu manh, cao đình, quảng tự. Dương hà thuyền sưu phẩm tường, vãng lai như chức ty...)
- Mỹ Tho quan thuế: Cửa ải Mỹ Tho ở huyện Kiến Hưng, năm thứ mười sáu Minh Mạng lập ra cửa ải thu thuế. Đến năm thứ ba Thiệu Trị thì bãi bỏ...(Tại Kiến Hưng huyện, Minh Mạng thập lục niên, thiết quan chinh thuế. Thiệu Trị tam niên đình...)

- Theo "Lịch sử cuộc viễn chinh Nam Kỳ" ("Histoire de la conquête de la Cochinchine") tác giả người Pháp viết:

Sài Gòn là trung tâm quân sự, Mỹ Tho là trung tâm thương mại. Các ghe thuyền của người Nhật người Tàu, người An Nam, người Xiêm có đáy cạn dễ di chuyển trên sông gần nơi sản xuất gạo, thêm vào truyền thống người dân địa phương từ bao thế kỷ, khiến cho Mỹ Tho trở thành trung tâm buôn bán lớn nhất của Nam kỳ, trước khi người Âu đến.
... Mỹ Tho là một vùng có nhà cửa rộng lớn, lợp bằng là dừa nước theo theo tập quán. Nhưng dọc theo bờ kinh Bưu điện (Arroyo de la Poste hay kinh Bảo Định) nhà cửa thanh nhã hơn nhiều, mái lợp ngói giữa những vườn dừa vườn cau, tất cả có vẻ trang nhã, phong lưu, đôi khi giàu có. Có thể so sánh với cảnh phồn hoa đô hội của Chợ Quán và kinh người Tàu ở Sài Gòn...
- Theo "Địa phương chí Mỹ Tho 1902" (Monographie de Mỹ Tho 1902), tác giả người Pháp viết:

...Vị trí của Mỹ Tho thật tuyệt diệu. Nó chiếm một vị thế trung chuyển quan trọng vào bậc nhất cho các loại ghe chài to lớn từ miền Tây lên Chợ lớn (Sài Gòn) qua con kinh Bảo Định và con kinh Chợ Gạo. Mỹ Tho lại có con đường sắt đầu tiên của Đông Dương, con đường sắt Sài Gòn - Mỹ Tho và con đường thủy nối liền Sài Gòn và các tỉnh miền Tây lên tận Phnôm Pênh qua bến Tàu Lục Tỉnh Mỹ Tho...

### Thời phong kiến
Vào năm 1679, một nhóm khoảng 3.000 người Minh Hương được Chúa Nguyễn cho định cư vùng đất mới này. Trong nhóm do Dương Ngạn Địch đứng đầu, lập Mỹ Tho đại phố (chữ Hán: 美萩大浦) ở làng Mỹ Chánh, huyện Kiến Hòa. Khu đại phố này kéo dài đến Cầu Vĩ, Gò Cát, tức khu vực xã Mỹ Phong hiện nay. Rất nhiều làng xã mọc lên xung quanh khu vực Mỹ Tho: Thái Trấn lập làng An Hoà (sau đổi là Thạnh Trị), Nguyễn Văn Trước lập làng Điều Hòa.
Vào thế kỷ 17, Mỹ Tho đã trở thành một trong hai trung tâm thương mại lớn nhất Nam Bộ lúc bấy giờ (trung tâm còn lại là Cù lao Phố, Biên Hòa). Sự hưng thịnh của phố chợ Mỹ Tho cho thấy nền sản xuất nông - ngư nghiệp và kinh tế hàng hóa địa phương ở thời điểm đó đã có những bước phát triển đáng kể, đặc biệt là đối với ngành thương mại.
Năm 1772, Mỹ Tho thuộc đạo Trường Đồn, đến năm 1779 đạo Trường Đồn được nâng lên thành dinh Trường Đồn. Năm 1781, dinh Trường đồn lại đổi tên thành dinh Trấn Định. Đến năm 1785, quân Xiêm đã tràn sang và biến nơi đây thành bãi chiến trường (Trận Rạch Gầm - Xoài Mút). Phố xá bị tàn phá, của cải bị cướp bóc nên Mỹ Tho đại phố trở nên tiêu điều. Thương nhân ở đây hầu hết đều chuyển lên làm ăn ở Sài Gòn - Bến Nghé. Năm 1788, mặc dù được khôi phục dần, nhưng không còn nhộn nhịp như trước. Đến năm Nhâm Tý (1792), Chúa Nguyễn cho dời lỵ sở dinh Trấn Định về chợ Mỹ Tho thuộc thôn Mỹ Chánh (khu vực Chợ Cũ thuộc phường 2 ngày nay) và cũng tại đây chúa Nguyễn đã cho xây dựng thành Trấn Định. Thành được xây theo đồ họa kiến trúc của ông Trần Văn Học.
Năm 1826, vua Minh Mạng lại cho dời lỵ sở trấn Định Tường sang phía tây sông Bảo Định thuộc hai thôn Điều Hòa và Bình Tạo của huyện Kiến Hưng (nay thuộc các phường 1 và 4), phủ Kiến An, tỉnh Định Tường. Cũng trong năm này, ông Dương Tấn Tuyên lập một ngôi chợ bên cạnh thành mới tại khu vực chợ Mỹ Tho ngày nay.
Mỹ Tho luôn luôn là trị sở, tỉnh lỵ tỉnh Định Tường và đến năm 1900 trở thành tỉnh lỵ tỉnh Mỹ Tho khi tỉnh này được thành lập.
Mỹ Tho từng có đường xe lửa nối với Sài Gòn dài 71 km, khánh thành ngày 20 tháng 7 năm 1885, bị phá hỏng thời chống Pháp.

### Thời Pháp thuộc

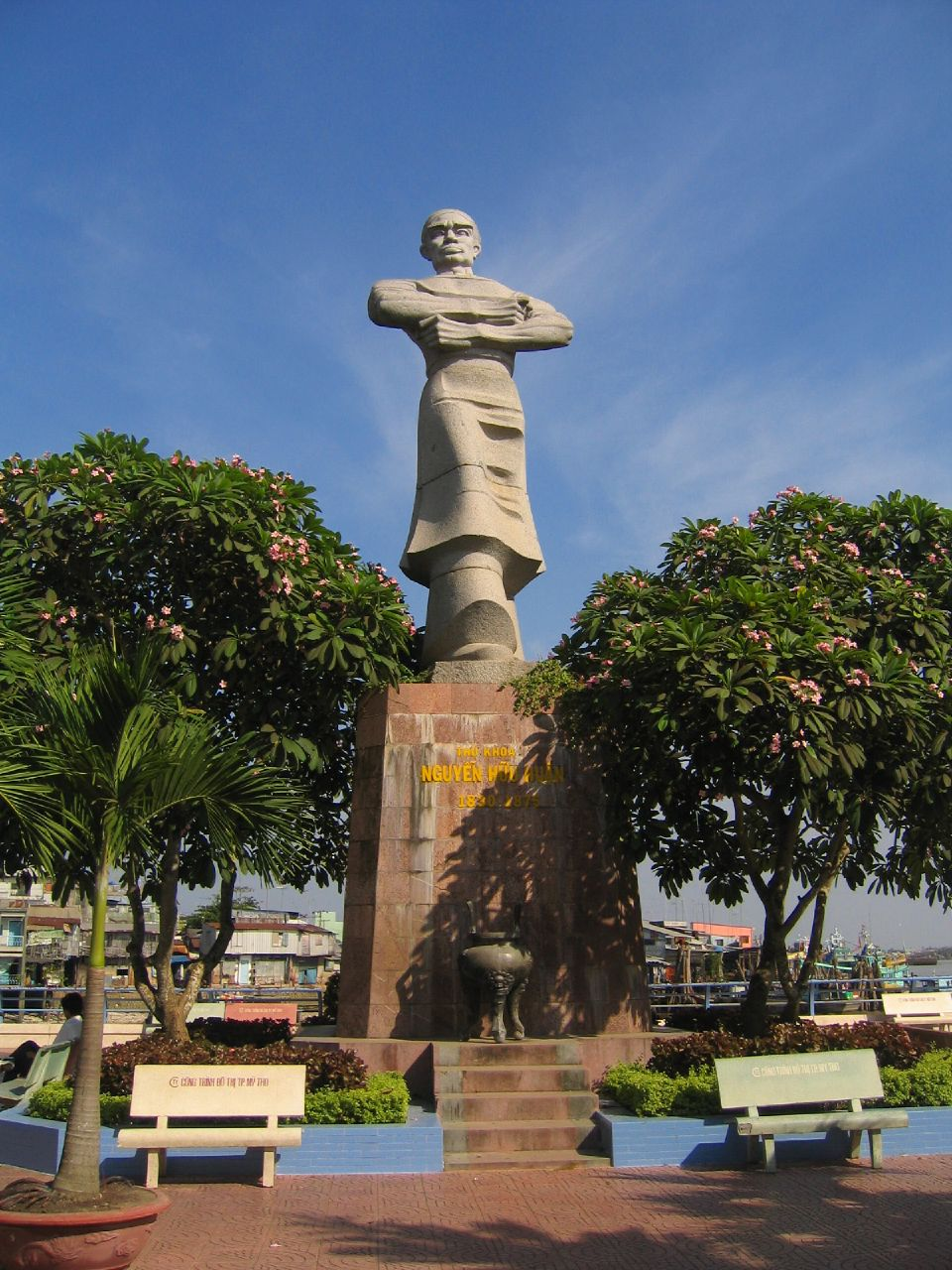
Tượng đài Thủ Khoa Huân tại thành phố Mỹ Tho

#### Trước năm 1900
Thời Pháp thuộc (1862-1945), theo Hiệp ước Nhâm Tuất năm 1862, Định Tường cùng với Biên Hòa và Gia Định bị cắt nhượng cho Pháp. Lúc đầu địa bàn tỉnh Định Tường được chia làm 4 hạt Thanh tra, tạm gọi tên theo tên các phủ huyện cũ, sau mới đổi tên gọi theo địa điểm đóng trụ sở. Đó là:
- Hạt Thanh tra Kiến An hay Kiến Hưng, sau đổi là hạt Thanh tra Mỹ Tho.
- Hạt Thanh tra Kiến Hòa sau đổi là hạt Thanh tra Chợ Gạo.
- Hạt Thanh tra Kiến Đăng sau đổi là hạt Thanh tra Cai Lậy.
- Hạt Thanh tra Kiến Tường sau đổi là hạt Thanh tra Cần Lố.

Ngày 5 tháng 12 năm 1868, giải thể hạt Thanh tra Cai Lậy nhập vào hạt Thanh tra Mỹ Tho, kể từ ngày 15 tháng 12 năm 1868. Tiếp theo, ngày 23 tháng 12 năm 1868, giải thể hạt Thanh tra Chợ Gạo nhập vào hạt Thanh tra Mỹ Tho. Nhưng đến ngày 20 tháng 10 năm 1869 hạt Thanh tra Cai Lậy được lập lại theo địa bàn cũ và đến ngày 8 tháng 9 năm 1870 dời trụ sở về Cái Bè, nên gọi là hạt Thanh tra Cái Bè. Ngày 20 tháng 9 năm 1870, giải thể hạt Thanh tra Cần Lố, đưa hai tổng Phong Hòa và Phong Phú vào hạt Thanh tra Cái Bè, đồng thời đưa hai tổng Phong Nẫm và Phong Thạnh qua hạt Thanh tra Sa Đéc. Ngày 5 tháng 6 năm 1871, giải thể hạt Thanh tra Cái Bè nhập vào địa bàn hạt Thanh tra Mỹ Tho. Như vậy 4 hạt Thanh tra trên lần lượt bị giải thể và hợp nhất lại thành Hạt Thanh tra Mỹ Tho.
Từ ngày 5 tháng 1 năm 1876, các hạt Thanh tra được thay bằng hạt Tham biện. Năm 1876, tỉnh Định Tường bị Pháp giải thể và biến thành 2 tiểu khu hay hạt tham biện (arrondissement) là Mỹ Tho và Gò Công, thuộc khu vực hành chính (circonscription) Mỹ Tho.

#### Sau năm 1900
Theo Nghị định ngày 20 tháng 12 năm 1899 của Toàn quyền Đông Dương đổi tất cả các hạt tham biện thành tỉnh thì từ ngày 1 tháng 1 năm 1900 hạt tham biện Mỹ Tho trở thành tỉnh Mỹ Tho. Tỉnh lỵ Mỹ Tho đặt tại làng Điều Hòa thuộc tổng Thuận Trị, quận Châu Thành.
Năm 1912, chính quyền thực dân Pháp chia tỉnh lỵ Mỹ Tho ra hai vùng: vùng 1 thị tứ có 2 đại lý (délégation), vùng 2 có hai làng Điều Hòa và Bình Tạo. Ngày 1 tháng 1 năm 1933, mở rộng ranh giới tỉnh lỵ Mỹ Tho về phía tây, lấy thêm phần đất các làng Thạnh Trị, Đạo Ngạn và Bình Tạo.
Ngày 16 tháng 12 năm 1938, Mỹ Tho được công nhận là thị xã hỗn hợp (còn gọi là Hiệp xã). Ngày 29 tháng 7 năm 1942, chia Hiệp xã Mỹ Tho thành 4 khu hành chánh:
- Khu hành chánh 1: tương đương phường 1 hiện nay
- Khu hành chánh 2: tương đương các phường 2 hiện nay
- Khu hành chánh 3: tương đương phường 4 và một phần phường 6 hiện nay
- Khu hành chánh 4: tương đương phường 5 và một phần phường 6 hiện nay

Trong kháng chiến chống Pháp (1945 - 1954), về phía chính quyền Cách mạng, cho thành lập thị xã Mỹ Tho trực thuộc tỉnh Mỹ Tho. Địa bàn thị xã Mỹ Tho khi đó còn bao gồm luôn ba xã vùng ven: Trung An, Đạo Thạnh, Tân Mỹ Chánh.

### Giai đoạn 1956-1976

#### Việt Nam Cộng hòa
Ngày 22 tháng 10 năm 1956, Tổng thống Việt Nam Cộng hòa Ngô Đình Diệm ban hành Sắc lệnh số 143-NV để "thay đổi địa giới và tên Đô thành Sài Gòn – Chợ Lớn cùng các tỉnh và tỉnh lỵ tại Việt Nam". Địa giới và địa danh các tỉnh ở miền Nam thay đổi nhiều, một số tỉnh mới được thành lập. Theo Sắc lệnh này, địa phận Nam Phần của Việt Nam Cộng Hoà gồm Đô thành Sài Gòn và 22 tỉnh. Lúc này, tỉnh Định Tường được thành lập trên phần đất tỉnh Mỹ Tho (trừ vùng nằm phía nam sông Tiền Giang là quận An Hóa thì đổi tên thành quận Bình Đại và nhập vào tỉnh Kiến Hòa) và tỉnh Gò Công cũ. Tỉnh lỵ tỉnh Định Tường đặt tại Mỹ Tho và vẫn giữ nguyên tên là "Mỹ Tho", về mặt hành chánh thuộc xã Điều Hòa, quận Châu Thành.
Sau năm 1956, chính quyền Việt Nam Cộng hòa giải thể thị xã Mỹ Tho, nhập địa bàn vào xã Điều Hòa, quận Châu Thành. Trong giai đoạn 1956-1960, xã Điều Hòa vừa đóng vai trò là quận lỵ quận Châu Thành và là tỉnh lỵ tỉnh Định Tường.
Ngày 08 tháng 11 năm 1960, quận Châu Thành đổi tên thành quận Long Định, đồng thời dời quận lỵ tới xã Long Định. Lúc này, về mặt hành chánh tỉnh lỵ Mỹ Tho thuộc địa bàn xã Điều Hòa, quận Long Định, tỉnh Định Tường. Ngày 23 tháng 5 năm 1964, chính quyền Việt Nam Cộng hòa chia quận Long Định thành quận Châu Thành và quận Long Định. Khi đó, xã Điều Hòa trở lại thuộc quận Châu Thành và tỉnh lỵ Mỹ Tho tiếp tục nằm trong địa bàn xã Điều Hòa, quận Châu Thành cho đến năm 1970. Ngoài ra, từ năm 1964 đến năm 1975 quận lỵ quận Châu Thành đặt tại xã Trung An.
Địa bàn xã Điều Hòa khi đó bao gồm 25 ấp trực thuộc: Lạc Hồng, Võ Tánh, Ngô Quyền, Nguyễn Huệ, Trương Vĩnh Ký, Thái Lập Thành, Nguyễn Trãi, Phan Văn Trị, Trịnh Hoài Đức, Đinh Bộ Lĩnh, Mỹ Chánh, Phan Thanh Giản, Học Lạc, Đốc Binh Kiều, Nguyễn Huỳnh Đức, Mỹ Phúc, Xóm Dầu, Cộng Hòa, Quyết Tiến, Cộng đồng, Đồng Tiến, Dân Chủ, Võ Thắng, Bình Thành, Bình Tạo.
Ngày 30 tháng 9 năm 1970, Thủ tướng Việt Nam Cộng hòa ban hành Sắc lệnh số 114/SL-NV cải biến xã Điều Hòa thành thị xã Mỹ Tho, là thị xã tự trị trực thuộc chính quyền Trung ương Việt Nam Cộng hòa, đồng thời kiêm tỉnh lỵ tỉnh Định Tường. Ngày 10 tháng 6 năm 1971, chia địa bàn thị xã Mỹ Tho thành 6 khu phố:
- Khu phố 1: gồm các ấp Lạc Hồng, Võ Tánh, Ngô Quyền, Nguyễn Huệ, Trương Vĩnh Ký, Thái Lập Thành, Nguyễn Trãi (tương đương phường 1 hiện nay)
- Khu phố 2: gồm các ấp Phan Văn Trị, Trịnh Hoài Đức, Đinh Bộ Lĩnh, Mỹ Chánh (tương đương một phần phường 2 hiện nay)
- Khu phố 3: gồm các ấp Phan Thanh Giản, Học Lạc, Đốc Binh Kiều, Nguyễn Huỳnh Đức, Mỹ Phúc, Xóm Dầu (tương đương phần lớn phường 2 hiện nay)
- Khu phố 4: gồm các ấp Cộng Hòa, Quyết Tiến, Cộng đồng, Đồng Tiến, Dân Chủ (tương đương phường 4 hiện nay)
- Khu phố 5: gồm ấp Chiến Thắng,ấp Nguyễn Tri Phương (tương đương phường 5 hiện nay)
- Khu phố 6: gồm các ấp Bình Thành, Bình Tạo (tương đương phường 6 hiện nay)

Ngày 3 tháng 1 năm 1972, đổi tất cả các đơn vị ấp thành khóm trực thuộc khu phố; đồng thời khóm Bình Thành thuộc Khu phố 6 được chia làm 3 khóm: Bình Thành, Lý Thường Kiệt, Ngô Tùng Châu

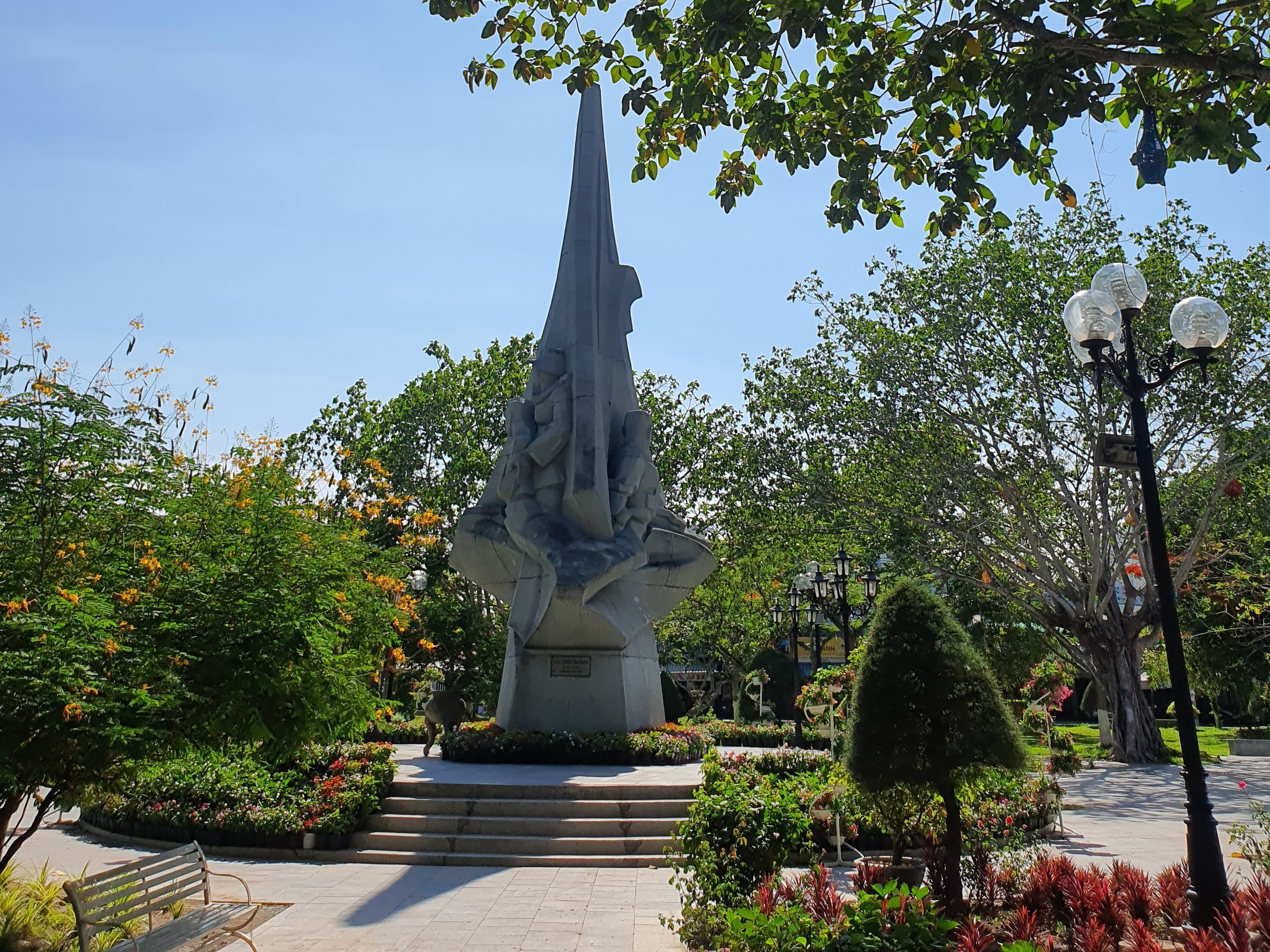
Tượng đài Tết Mậu Thân tại công viên Giếng nước

#### Mặt trận dân tộc giải phóng miền Nam Việt Nam
Tuy nhiên chính quyền Mặt trận dân tộc giải phóng miền Nam Việt Nam (sau này là Chính phủ Cách mạng lâm thời Cộng hòa Miền Nam Việt Nam) và Việt Nam Dân chủ Cộng hòa không công nhận tên gọi tỉnh Định Tường và vẫn giữ tên tỉnh cũ là tỉnh Mỹ Tho. Đồng thời, Mặt trận dân tộc giải phóng miền Nam Việt Nam vẫn duy trì thị xã Mỹ Tho trực thuộc tỉnh Mỹ Tho trong giai đoạn 1956-1967.
Ngày 24 tháng 8 năm 1967, Trung ương cục miền Nam đã chuẩn y tách thị xã Mỹ Tho ra khỏi tỉnh Mỹ Tho, đồng thời nâng thị xã lên thành thành phố Mỹ Tho trực thuộc Khu 8.
Lúc bấy giờ, chính quyền cách mạng chia thành phố Mỹ Tho thành 4 quận, 1 thị trấn, 6 phường và 5 xã:
- Quận 1: các phường 1 hiện nay
- Quận 2: các phường 2 hiện nay
- Quận 3: các phường 4, 5 và 6 hiện nay
- Quận 4: các phường 9, 10 và Tân Long; các xã Tân Mỹ Chánh, Đạo Thạnh, Mỹ Phong, Trung An hiện nay.

Sau ngày 30 tháng 4 năm 1975, chính quyền quân quản Cộng hòa miền Nam Việt Nam lúc bấy giờ vẫn duy trì ba đơn vị hành chính cấp tỉnh ngang bằng nhau là tỉnh Mỹ Tho, tỉnh Gò Công và thành phố Mỹ Tho cho đến đầu năm 1976.
Ngày 20 tháng 9 năm 1975, Bộ Chính trị ra Nghị quyết số 245-NQ/TW về việc bỏ khu, hợp tỉnh trong toàn quốc "nhằm xây dựng các tỉnh thành những đơn vị kinh tế, kế hoạch và đơn vị hành chính có khả năng giải quyết đến mức cao nhất những yêu cầu về đẩy mạnh sản xuất, tổ chức đời sống vật chất, văn hóa của nhân dân, về củng cố quốc phòng, bảo vệ trị an, và có khả năng đóng góp tốt nhất vào sự nghiệp chung của cả nước". Theo Nghị quyết này, tỉnh Long An, tỉnh Bến Tre, tỉnh Mỹ Tho, tỉnh Gò Công và thành phố Mỹ Tho sẽ hợp nhất lại thành một tỉnh, tên gọi tỉnh mới cùng với nơi đặt tỉnh lỵ sẽ do địa phương đề nghị lên.
Nhưng đến ngày 20 tháng 12 năm 1975, Bộ Chính trị lại ra Nghị quyết số 19/NQ điều chỉnh lại việc hợp nhất tỉnh ở miền Nam Việt Nam cho sát với tình hình thực tế, theo đó tỉnh Mỹ Tho, tỉnh Gò Công và thành phố Mỹ Tho được tiến hành hợp nhất lại thành một tỉnh.

### Từ năm 1976 đến nay
Ngày 24 tháng 2 năm 1976, Chính phủ Việt Nam quyết định hợp nhất tỉnh Mỹ Tho, tỉnh Gò Công và thành phố Mỹ Tho để thành lập tỉnh mới: tỉnh Tiền Giang (trừ huyện Bình Đại nằm phía nam sông Tiền đã nhập vào tỉnh Bến Tre từ trước). Đồng thời, các quận cũ trực thuộc (quận 1, quận 2, quận 3 và quận 4) cũng bị giải thể và các phường xã trực thuộc thành phố do thành phố Mỹ Tho lúc này chuyển thành thành phố cấp huyện trực thuộc tỉnh Tiền Giang. Thành phố Mỹ Tho đóng vai trò là tỉnh lỵ tỉnh Tiền Giang cho đến ngày nay.
Năm 1976, thành phố Mỹ Tho được Trung ương công nhận là đô thị loại 3 trực thuộc tỉnh Tiền Giang. Thành phố Mỹ Tho khi đó bao gồm 8 phường: 1, 2, 3, 4, 5, 6, 7, 8 và 5 xã vùng ven: Tân Long, Tân Mỹ Chánh, Đạo Thạnh, Mỹ Phong, Trung An..
Ngày 9 tháng 12 năm 2003, Chính phủ Việt Nam ban hành Nghị định số 154/2003/NĐ-CP về việc thành lập phường, xã thuộc thành phố Mỹ Tho, thị xã Gò Công và huyện Cái Bè, tỉnh Tiền Giang. Nội dung Nghị định về việc thành lập các phường mới thuộc thành phố Mỹ Tho như sau:
- Thành lập phường Tân Long trên cơ sở toàn bộ diện tích tự nhiên và dân số của xã Tân Long.
- Thành lập phường 9 trên cơ sở 274 ha diện tích tự nhiên và 9.270 nhân khẩu của xã Tân Mỹ Chánh.
- Thành lập phường 10 trên cơ sở 69,32 ha diện tích tự nhiên và 3.323 nhân khẩu của xã Đạo Thạnh, 197,26 ha diện tích tự nhiên và 6.964 nhân khẩu của xã Trung An. Phường 10 có 266,58 ha diện tích tự nhiên và 10.287 nhân khẩu.

Ngày 7 tháng 10 năm 2005, Thủ tướng Chính phủ ban hành Quyết định số 248/2005/QĐ-TTg về việc công nhận thành phố Mỹ Tho thuộc tỉnh Tiền Giang là đô thị loại II.
Ngày 26 tháng 9 năm 2009, Chính phủ Việt Nam ban hành Nghị quyết số 28/NQ-CP về việc điều chỉnh địa giới hành chính huyện Châu Thành, huyện Chợ Gạo để mở rộng địa giới hành chính thành phố Mỹ Tho; điều chỉnh địa giới hành chính xã, thành lập xã thuộc thành phố Mỹ Tho, huyện Châu Thành, huyện Chợ Gạo, tỉnh Tiền Giang như sau:
1. Điều chỉnh địa giới hành chính huyện Châu Thành, huyện Chợ Gạo để mở rộng địa giới hành chính thành phố Mỹ Tho:
Mở rộng địa giới hành chính thành phố Mỹ Tho trên cơ sở điều chỉnh 2.585,77 ha diện tích tự nhiên và 24.440 nhân khẩu của huyện Châu Thành (bao gồm toàn bộ 1.211,64 ha diện tích tự nhiên và 5.505 nhân khẩu của xã Thới Sơn; 329,90 ha diện tích tự nhiên và 4.174 nhân khẩu của xã Long An; 177,69 ha diện tích tự nhiên và 1.754 nhân khẩu của xã Thạnh Phú; 510,01 ha diện tích tự nhiên và 6.177 nhân khẩu của xã Phước Thạnh; 356,53 ha diện tích tự nhiên và 6.830 nhân khẩu của xã Bình Đức) và 709,51 ha diện tích tự nhiên và 6.917 nhân khẩu của huyện Chợ Gạo (bao gồm 502,33 ha diện tích tự nhiên và 4.986 nhân khẩu của xã Lương Hòa Lạc; 207,18 ha diện tích tự nhiên và 1.931 nhân khẩu của xã Song Bình) về thành phố Mỹ Tho quản lý.
Thành phố Mỹ Tho có 8.154,08 ha diện tích tự nhiên và 204.142 nhân khẩu.
2. Điều chỉnh địa giới hành chính xã, thành lập xã thuộc thành phố Mỹ Tho, huyện Châu Thành và huyện Chợ Gạo.
- Thành lập xã Phước Thạnh thuộc thành phố Mỹ Tho trên cơ sở điều chỉnh 329,90 ha diện tích tự nhiên và 4.174 nhân khẩu của xã Long An; 177,69 ha diện tích tự nhiên và 1.754 nhân khẩu của xã Thạnh Phú; 510,01 ha diện tích tự nhiên và 6.177 nhân khẩu của xã Phước Thạnh (phần diện tích tự nhiên và nhân khẩu của xã Phước Thạnh thuộc huyện Châu Thành điều chỉnh về thành phố Mỹ Tho). Xã Phước Thạnh có 1.017,60 ha diện tích tự nhiên và 12.105 nhân khẩu.
- Điều chỉnh 356,53 ha diện tích tự nhiên và 6.830 nhân khẩu của xã Bình Đức (phần diện tích tự nhiên và nhân khẩu điều chỉnh về thành phố Mỹ Tho) về xã Trung An thuộc thành phố Mỹ Tho quản lý;
- Điều chỉnh 502,33 ha diện tích tự nhiên và 4.986 nhân khẩu của xã Lương Hòa Lạc (phần diện tích tự nhiên và nhân khẩu điều chỉnh về thành phố Mỹ Tho) về xã Đạo Thạnh thuộc thành phố Mỹ Tho quản lý;
- Điều chỉnh 207,18 ha diện tích tự nhiên và 1.931 nhân khẩu của xã Song Bình (phần diện tích tự nhiên và nhân khẩu điều chỉnh về thành phố Mỹ Tho) về xã Tân Mỹ Chánh thuộc thành phố Mỹ Tho quản lý;
- Điều chỉnh 323,14 ha diện tích tự nhiên và 3.093 nhân khẩu còn lại của xã Phước Thạnh về xã Thạnh Phú thuộc huyện Châu Thành quản lý.

3. Sau khi điều chỉnh địa giới hành chính huyện Châu Thành, huyện Chợ Gạo để mở rộng địa giới hành chính thành phố Mỹ Tho; điều chỉnh địa giới hành chính xã, thành lập xã thuộc thành phố Mỹ Tho, huyện Châu Thành, huyện Chợ Gạo:
- Xã Đạo Thạnh có 1.031,47 ha diện tích tự nhiên và 12.427 nhân khẩu.
- Xã Tân Mỹ Chánh có 931,59 ha diện tích tự nhiên và 8.975 nhân khẩu.
- Xã Trung An có 1.063,03 ha diện tích tự nhiên và 14.651 nhân khẩu.

Thành phố Mỹ Tho sau khi điều chỉnh, mở rộng có diện tích tự nhiên là 8.154,08 ha (tăng 3.295,28 ha), dân số 204.142 người (tăng 94.725 người), 17 đơn vị hành chính phường – xã (tăng 02 đơn vị). Diện tích và dân số tăng thêm để mở rộng TP được điều chỉnh từ một phần của các xã: Long An, Phước Thạnh, Thạnh Phú, Bình Đức và toàn bộ xã Thới Sơn (huyện Châu Thành) và một phần các xã: Song Bình – Lương Hoà Lạc (Chợ Gạo). 17 đơn vị hành chính cấp phường – xã của TP Mỹ Tho khi được điều chỉnh mở rộng bao gồm các phường: 1, 2, 3, 4, 5, 6, 7, 8, 9, 10, Tân Long và các xã: Phước Thạnh, Trung An, Thới Sơn, Đạo Thạnh, Tân Mỹ Chánh, Mỹ Phong .
Ngày 05 tháng 2 năm 2016, Thủ tướng Chính phủ ban hành Quyết định số 242/QĐ-TTg về việc công nhận thành phố Mỹ Tho là đô thị loại I trực thuộc tỉnh Tiền Giang. Như vậy, tính đến thời điểm này, thành phố Mỹ Tho là đô thị loại I thứ hai của khu vực Đồng bằng sông Cửu Long sau thành phố Cần Thơ, là thành phố trực thuộc tỉnh đầu tiên của khu vực Đồng bằng sông Cửu Long được công nhận đô thị loại I và là đô thị loại I thứ 17 của cả nước.
Ngày 28 tháng 9 năm 2024, Ủy ban Thường vụ Quốc hội ban hành Nghị quyết số 1202/NQ-UBTVQH15 về việc sắp xếp đơn vị hành chính cấp xã của tỉnh Tiền Giang giai đoạn 2023 – 2025 (nghị quyết có hiệu lực từ ngày 1 tháng 11 năm 2024). Theo đó:
- Sáp nhập Phường 7 vào Phường 1.
- Sáp nhập Phường 3 và Phường 8 vào Phường 2.

Thành phố Mỹ Tho có 8 phường và 6 xã.

## Địa lý
Thành phố Mỹ Tho nằm ở trung tâm tỉnh Tiền Giang, thuộc khu vực bắc sông Tiền, cách Thành phố Hồ Chí Minh 70 km về phía Nam, có vị trí địa lý:
- Phía đông và phía bắc giáp huyện Chợ Gạo
- Phía tây giáp huyện Châu Thành
- Phía nam giáp huyện Châu Thành, tỉnh Bến Tre.

### Khí hậu
| Dữ liệu khí hậu của Mỹ Tho                                   | Dữ liệu khí hậu của Mỹ Tho | Dữ liệu khí hậu của Mỹ Tho | Dữ liệu khí hậu của Mỹ Tho | Dữ liệu khí hậu của Mỹ Tho | Dữ liệu khí hậu của Mỹ Tho | Dữ liệu khí hậu của Mỹ Tho | Dữ liệu khí hậu của Mỹ Tho | Dữ liệu khí hậu của Mỹ Tho | Dữ liệu khí hậu của Mỹ Tho | Dữ liệu khí hậu của Mỹ Tho | Dữ liệu khí hậu của Mỹ Tho | Dữ liệu khí hậu của Mỹ Tho | Dữ liệu khí hậu của Mỹ Tho |
| Tháng                                                        | 1                          | 2                          | 3                          | 4                          | 5                          | 6                          | 7                          | 8                          | 9                          | 10                         | 11                         | 12                         | Năm                        |
| ------------------------------------------------------------ | -------------------------- | -------------------------- | -------------------------- | -------------------------- | -------------------------- | -------------------------- | -------------------------- | -------------------------- | -------------------------- | -------------------------- | -------------------------- | -------------------------- | -------------------------- |
| Cao kỉ lục °C (°F)                                           | 34.8 (94.6)                | 35.1 (95.2)                | 36.8 (98.2)                | 38.2 (100.8)               | 38.9 (102.0)               | 36.6 (97.9)                | 36.5 (97.7)                | 35.8 (96.4)                | 36.8 (98.2)                | 37.8 (100.0)               | 36.2 (97.2)                | 34.5 (94.1)                | 38.9 (102.0)               |
| Trung bình ngày tối đa °C (°F)                               | 30.2 (86.4)                | 30.9 (87.6)                | 32.2 (90.0)                | 33.6 (92.5)                | 33.3 (91.9)                | 32.2 (90.0)                | 31.7 (89.1)                | 31.5 (88.7)                | 31.3 (88.3)                | 30.9 (87.6)                | 30.8 (87.4)                | 30.2 (86.4)                | 31.6 (88.9)                |
| Trung bình ngày °C (°F)                                      | 25.5 (77.9)                | 26.1 (79.0)                | 27.3 (81.1)                | 28.6 (83.5)                | 28.4 (83.1)                | 27.7 (81.9)                | 27.3 (81.1)                | 27.1 (80.8)                | 27.0 (80.6)                | 26.8 (80.2)                | 26.7 (80.1)                | 25.8 (78.4)                | 27.1 (80.8)                |
| Tối thiểu trung bình ngày °C (°F)                            | 22.2 (72.0)                | 22.8 (73.0)                | 24.2 (75.6)                | 25.4 (77.7)                | 25.6 (78.1)                | 25.0 (77.0)                | 24.6 (76.3)                | 24.6 (76.3)                | 24.6 (76.3)                | 24.3 (75.7)                | 23.8 (74.8)                | 22.6 (72.7)                | 24.1 (75.4)                |
| Thấp kỉ lục °C (°F)                                          | 14.9 (58.8)                | 15.9 (60.6)                | 15.7 (60.3)                | 19.4 (66.9)                | 21.5 (70.7)                | 21.2 (70.2)                | 19.6 (67.3)                | 21.2 (70.2)                | 21.2 (70.2)                | 19.9 (67.8)                | 17.6 (63.7)                | 16.1 (61.0)                | 14.9 (58.8)                |
| Lượng mưa trung bình mm (inches)                             | 8.1 (0.32)                 | 1.8 (0.07)                 | 6.6 (0.26)                 | 41.3 (1.63)                | 149.7 (5.89)               | 203.2 (8.00)               | 189.2 (7.45)               | 192.6 (7.58)               | 231.3 (9.11)               | 263.7 (10.38)              | 95.4 (3.76)                | 35.6 (1.40)                | 1.419,7 (55.89)            |
| Số ngày mưa trung bình                                       | 1.6                        | 0.6                        | 1.3                        | 4.4                        | 14.9                       | 18.7                       | 20.0                       | 20.2                       | 20.3                       | 19.6                       | 10.5                       | 5.8                        | 137.5                      |
| Độ ẩm tương đối trung bình (%)                               | 79.2                       | 78.4                       | 78.4                       | 78.0                       | 81.4                       | 83.1                       | 83.7                       | 84.3                       | 85.0                       | 85.3                       | 83.2                       | 81.4                       | 82.2                       |
| Số giờ nắng trung bình tháng                                 | 244.1                      | 249.3                      | 284.9                      | 261.5                      | 209.8                      | 180.7                      | 188.5                      | 187.9                      | 165.4                      | 170.5                      | 198.5                      | 198.0                      | 2.531,1                    |
| Nguồn: Vietnam Institute for Building Science and Technology |                            |                            |                            |                            |                            |                            |                            |                            |                            |                            |                            |                            |                            |

## Hành chính
Thành phố Mỹ Tho có 14 đơn vị hành chính cấp xã trực thuộc, bao gồm 8 phường: 1, 2, 4, 5, 6, 9, 10, Tân Long và 6 xã: Đạo Thạnh, Trung An, Mỹ Phong, Tân Mỹ Chánh, Thới Sơn, Phước Thạnh.
| Tên        | Diện tích ngày 31/12/2022 (km²) | Dân số ngày 31/12/2022 (người) |
| ---------- | ------------------------------- | ------------------------------ |
| Phường (8) |                                 |                                |
| Phường 1   | 1,18                            | 21.097                         |
| Phường 2   | 1,95                            | 34.510                         |
| Phường 4   | 0,81                            | 21.302                         |
| Phường 5   | 2,72                            | 25.180                         |
| Phường 6   | 3,09                            | 23.976                         |
| Phường 9   | 2,38                            | 8.858                          |
| Phường 10  | 2,82                            | 13.597                         |
| Tân Long   | 3,26                            | 3.671                          |

| Tên          | Diện tích ngày 31/12/2022 (km²) | Dân số ngày 31/12/2022 (người) |
| ------------ | ------------------------------- | ------------------------------ |
| Xã (6)       |                                 |                                |
| Đạo Thạnh    | 10,75                           | 21.188                         |
| Trung An     | 10,16                           | 25.323                         |
| Mỹ Phong     | 11,25                           | 21.031                         |
| Tân Mỹ Chánh | 9,37                            | 15.062                         |
| Thới Sơn     | 12,12                           | 6.693                          |
| Phước Thạnh  | 10,40                           | 15.510                         |

## Kinh tế
Thành phố Mỹ Tho thuộc vùng kinh tế trọng điểm của tỉnh Tiền Giang, cũng như thuộc Vùng kinh tế trọng điểm phía Nam. Năm 2023, tổng giá trị sản xuất đạt 55.747 tỷ đồng, tăng 5,07% so năm 2022. Trong đó, khu vực nông - lâm nghiệp và thủy sản đạt 2.587 tỷ đồng, bằng 98,33% so cùng kỳ; khu vực công nghiệp và xây dựng đạt 41.193 tỷ đồng, tăng 5,24% so cùng kỳ; khu vực dịch vụ đạt 11.965 tỷ đồng, tăng 6,05% so cùng kỳ.
Năm 2022, thu nhập bình quân đầu người của thành phố đạt 98,5 triệu đồng/người/năm. Năm 2023, tổng thu ngân sách nhà nước toàn thành phố Mỹ Tho đạt hơn 608 tỷ đồng, đạt 70,97% kế hoạch, bằng 96,56% so với năm 2022. Tổng vốn đầu tư giao thành phố Mỹ Tho năm 2024 là 534.219 tỷ đồng, đến tháng 10 năm 2024 đã có 220 công trình được giao vốn, thành phố đã giải ngân hơn 312,4 tỷ đồng, đạt 58,5% kế hoạch vốn giao. Thành phố có 468 hộ nghèo, chiếm tỷ lệ 0,64% tổng số hộ dân toàn thành phố, và 1.001 hộ cận nghèo, chiếm tỷ lệ 1,37%.
Thành phố Mỹ Tho là đầu mối giao thông thủy - bộ rất thuận lợi đối với khu vực Đồng bằng sông Cửu Long và Thành phố Hồ Chí Minh. Cụ thể, về đường thủy có sông Tiền là một trong hai nhánh của sông Cửu Long; về đường bộ có Quốc lộ 1, Quốc lộ 50, Quốc lộ 60, Cao tốc TP.HCM – Trung Lương. Đây là những tuyến giao thông quan trọng mang tính đối ngoại của thành phố Mỹ Tho, đóng vai trò rất lớn trong việc vận chuyển, lưu thông hàng hóa, kết nối Mỹ Tho với các tỉnh Đồng bằng sông Cửu Long và Thành phố Hồ Chí Minh.

### Công nghiệp
Thành phố Mỹ Tho có Khu Công nghiệp Mỹ Tho tọa lạc ở xã Trung An (Mỹ Tho) và xã Bình Đức (Châu Thành), Cụm Công nghiệp Trung An ở xã Trung An, Cụm Công nghiệp Tiểu thủ công nghiệp Tân Mỹ Chánh ở Phường 9.
Khu Công nghiệp Mỹ Tho được thành lập theo Quyết định số 782/TTG ngày 20/9/1997 của Thủ tướng Chính phủ với diện tích 79,14 ha. Hiện tại có 28 doanh nghiệp hoạt động trong đó có 8 doanh nghiệp có vốn đầu tư nước ngoài. Các lĩnh vực hoạt động chủ yếu như chế biến thức ăn gia súc; chế biến thủy, hải sản xuất khẩu; sản xuất bao bì PP; chế biến nông sản; dịch vụ kho lạnh; sản xuất kinh doanh, gia công hàng may mặc; sản xuất bánh tráng; các loại nước giải khát; sản xuất bê tông thương phẩm; đóng sửa các phương tiện thuỷ.
Khu Công nghiệp Mỹ Tho và Cụm Công nghiệp Trung An đã giải quyết công ăn việc làm cho 9.500 lao động, trong đó công nhân làm việc tại các công ty, xí nghiệp, cơ sở sản xuất kinh doanh khoảng 8.000 lao động, số còn lại tham gia các dịch vụ khác như bốc xếp, kinh doanh thương mại, tài xế, dịch vụ ăn uống giải khát,...
Cụm Công nghiệp Tiểu thủ công nghiệp Tân Mỹ Chánh rộng 23,57 ha. Hiện tại có 6 doanh nghiệp hoạt động trong đó có 1 doanh nghiệp có vốn đầu tư nước ngoài (Thái Lan, tổng vốn đăng ký 21 triệu USD). Tổng số lao động khoảng 300 người. Các lĩnh vực hoạt động chủ yếu như chế biến hàng nông sản xuất khẩu; chế biến thủy, hải sản xuất khẩu; đan len xuất khẩu; in ấn, sản xuất vỏ lon đựng thức ăn.
Thành phố Mỹ Tho có sông Tiền chảy qua ở phía Nam, phù hợp để phát triển giao thương hàng hóa bằng đường thủy. Cảng cá Mỹ Tho nằm ở Phường 2 là một trong những cảng cá lớn của khu vực Đồng bằng sông Cửu Long. Cảng cá Mỹ Tho là nơi tập trung nhiều vựa cá bỏ sỉ lớn nhất thành phố, cung cấp hải sản tươi sống cho các chợ đầu mối và siêu thị trong và ngoài tỉnh. Trong 9 tháng đầu năm của năm 2023, tổng sản lượng nuôi trồng và khai thác thủy sản của thành phố đạt khoảng 49.027 tấn. Thành phố Mỹ Tho có 220 phương tiện khai thác thủy sản và hậu cần nghề cá, với tổng công suất 101.403 CV; có 646 bè cá với tổng thể tích 63.644 m3. Thủy sản nuôi chủ yếu là cá điêu hồng, còn lại là cá lăng, cá chim, cá lóc bông,...
Năm 2024, UBND huyện Chợ Gạo thông báo về việc di dời Cảng cá Mỹ Tho về huyện này, đồng thời đổi tên thành Cảng cá Tiền Giang. Việc điều chỉnh này nhằm khắc phục những hạn chế của việc đặt cảng cá ở nội ô thành phố gây ô nhiễm môi trường, mỹ quan đô thị, cũng như làm tăng mật độ giao thông; đồng thời phát huy lợi thế, phù hợp định hướng phát triển trong tương lai.

### Thương mại - dịch vụ
Thành phố Mỹ Tho có thế mạnh về thương mại - dịch vụ và tiềm năng du lịch, đặc biệt là du lịch xanh miệt vườn, sông nước. Số lượng khách tham quan du lịch hàng năm đều tăng. Năm 2023, tổng lượt khách đến tham quan, vui chơi tại thành phố khoảng 918.000 lượt, trong đó có 528.585 lượt khách nội địa, 389.415 lượt khách quốc tế; tổng doanh thu khoảng 715 tỷ đồng.
Tổng mức bán lẻ hàng hóa và doanh thu dịch vụ tiêu dùng xã hội năm 2023 của thành phố Mỹ Tho đạt 24.752 tỷ đồng, tăng 12% so với năm 2022. Ngành thương nghiệp đạt 15.089 tỷ đồng, tăng 19,34% so cùng kỳ; ngành khách sạn, nhà hàng đạt 1.347 tỷ đồng, tăng 21,21% so cùng kỳ. Các ngành dịch vụ đạt 4.437 tỷ đồng, tăng 19,81% so cùng kỳ.
Trên địa bàn thành phố hiện đã có nhiều ngân hàng chọn nơi đây để mở các chi nhánh và phòng giao dịch của mình như: ACB (Ngân hàng TMCP Á Châu), Sacombank (Ngân hàng Sài Gòn Thương tín), Vietcombank (Ngân hàng ngoại thương Việt Nam), Vietinbank (Ngân hàng công thương Việt Nam), BIDV (Ngân hàng đầu tư và phát triển Việt Nam), MB (Ngân hàng quân đội), MHB (Ngân hàng phát triển nhà ĐB Sông Cửu Long), SCB (Ngân hàng Thương mại Cổ Phần Sài Gòn), Eximbank (Ngân hàng Xuất Nhập khẩu Vịệt Nam), Ngân hàng Phương Nam, Đông Á Bank (Ngân hàng Đông Á), Agribank (Ngân hàng Nông nghiệp và Phát triển Nông thôn Việt Nam), ABBank (Ngân hàng An Bình), TPBank (Ngân hàng Tiên Phong), Kienlong Bank (Ngân hàng Kiên Long), SeABank (Ngân hàng thương mại cổ phần Đông Nam Á),... cùng một hệ thống các máy rút tiền tự động (ATM) trên toàn địa bàn thành phố giúp cho việc giao dịch của người dân và du khách rất thuận lợi. Ngoài ra Thành phố Mỹ Tho còn có nhiều chuỗi siêu thị như: Trung tâm thương mại BigC Go Mỹ Tho, siêu thị Coopmart - Mỹ Tho (thuộc hệ thống Sài Gòn Coop), siêu thị điện máy Chợ Lớn liền kề, siêu thị điện máy Nguyễn Kim, siêu thị văn hóa Tiền Giang (siêu thị sách Nguyễn Văn Cừ), siêu thị Vinatex (thuộc Tập đoàn dệt may Việt Nam), siêu thị Baby Mark,siêu thị ViNCOM,... Ngoài ra, hệ thống Trung tâm Thương mại Mỹ Tho quy mô gồm 1 hầm thông và 5 tầng lầu ở vị trí Trung tâm thành phố.

## Dân số
Người Việt chiếm đa số, ngoài ra còn có người Hoa, Chăm, Khmer cùng chung sống.
Thành phố Mỹ Tho có diện tích 81,54 km², dân số ngày 1/4/2019 là 228.109 người, mật độ dân số đạt 2.798 người/km².
Thành phố Mỹ Tho có diện tích 82,24 km², dân số quy đổi tính ngày 31/12/2022 là 256.998 người, mật độ dân số đạt 3.124 người/km².

## Văn hóa - du lịch

### Ẩm thực

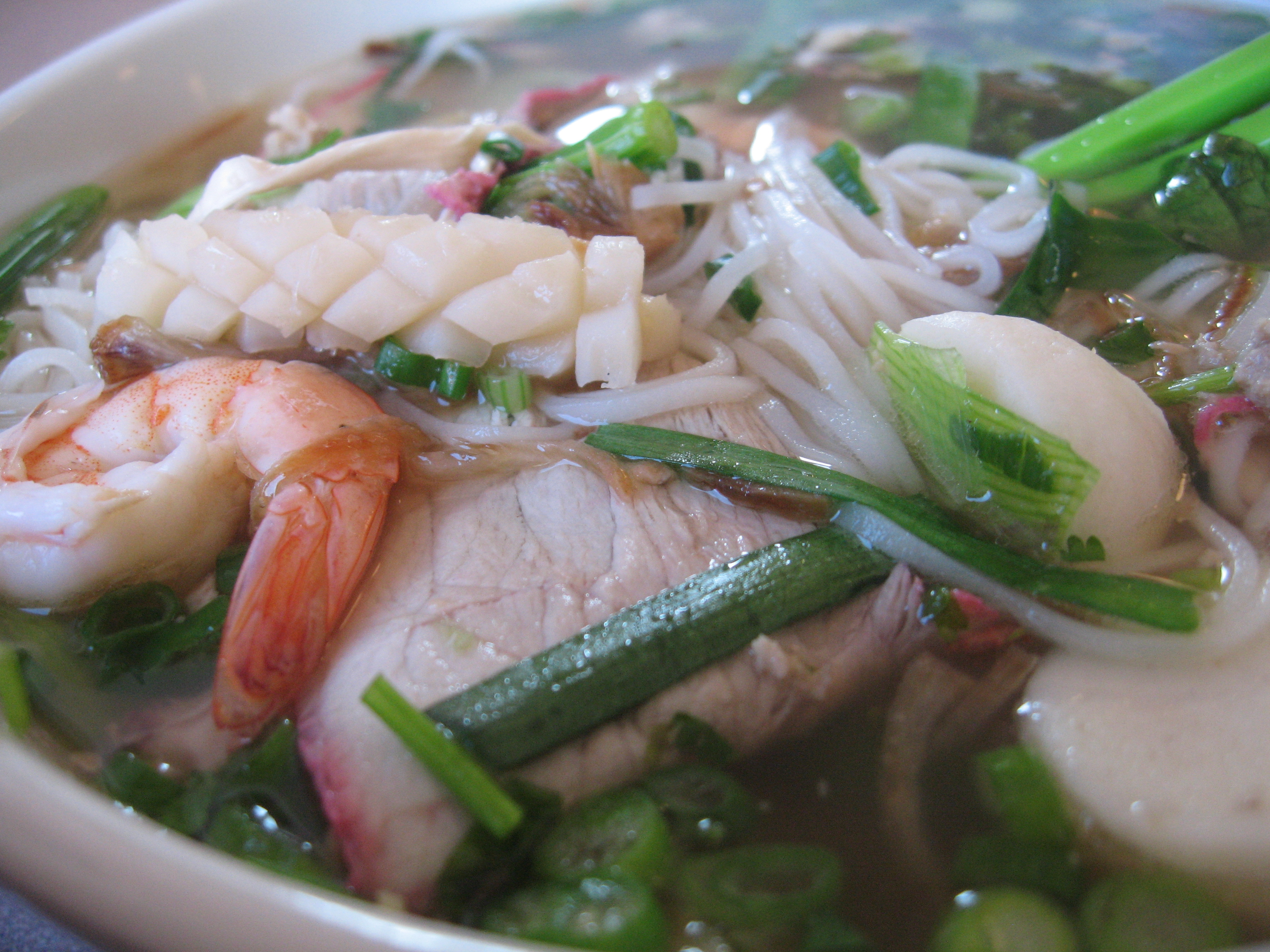
Hủ tiếu Mỹ Tho với tôm, mực, thịt heo, xá xíu, hẹ, hành

Mỹ Tho có đặc sản nổi tiếng là Hủ tiếu Mỹ Tho. Khác với Hủ tiếu Nam Vang, nước dùng Hủ tiếu Mỹ Tho được nấu từ tôm và mực khô. Sợi hủ tiếu Mỹ Tho làm từ gạo thơm, dẻo (nổi tiếng là thứ gạo Gò Cát của làng Mỹ Phong), phải dùng trong ngày, do vậy có mùi thơm của gạo, to và trong, trụng nước sôi thì mềm nhưng không bị bở, nhai dai dai, nên gọi là hủ tiếu dai, ăn không có mùi chua. Hủ tiếu Mỹ Tho thường ăn với phụ gia là giá sống, chanh, ớt, hẹ, nước tương, rau cải, (sau này còn có thêm cần tây, sườn heo và trứng cút), có thể ăn với thịt bò viên và tương ớt, tương đen .
Ngoài ra không thể bỏ qua hai món nổi tiếng khác của Mỹ Tho đó là Hủ tiếu sa tế, hủ tiếu bò viên và bún gỏi dà. Đây là những món ăn khoái khẩu của người dân thành phố có hương vị đậm đà, thơm ngon.

### Du lịch

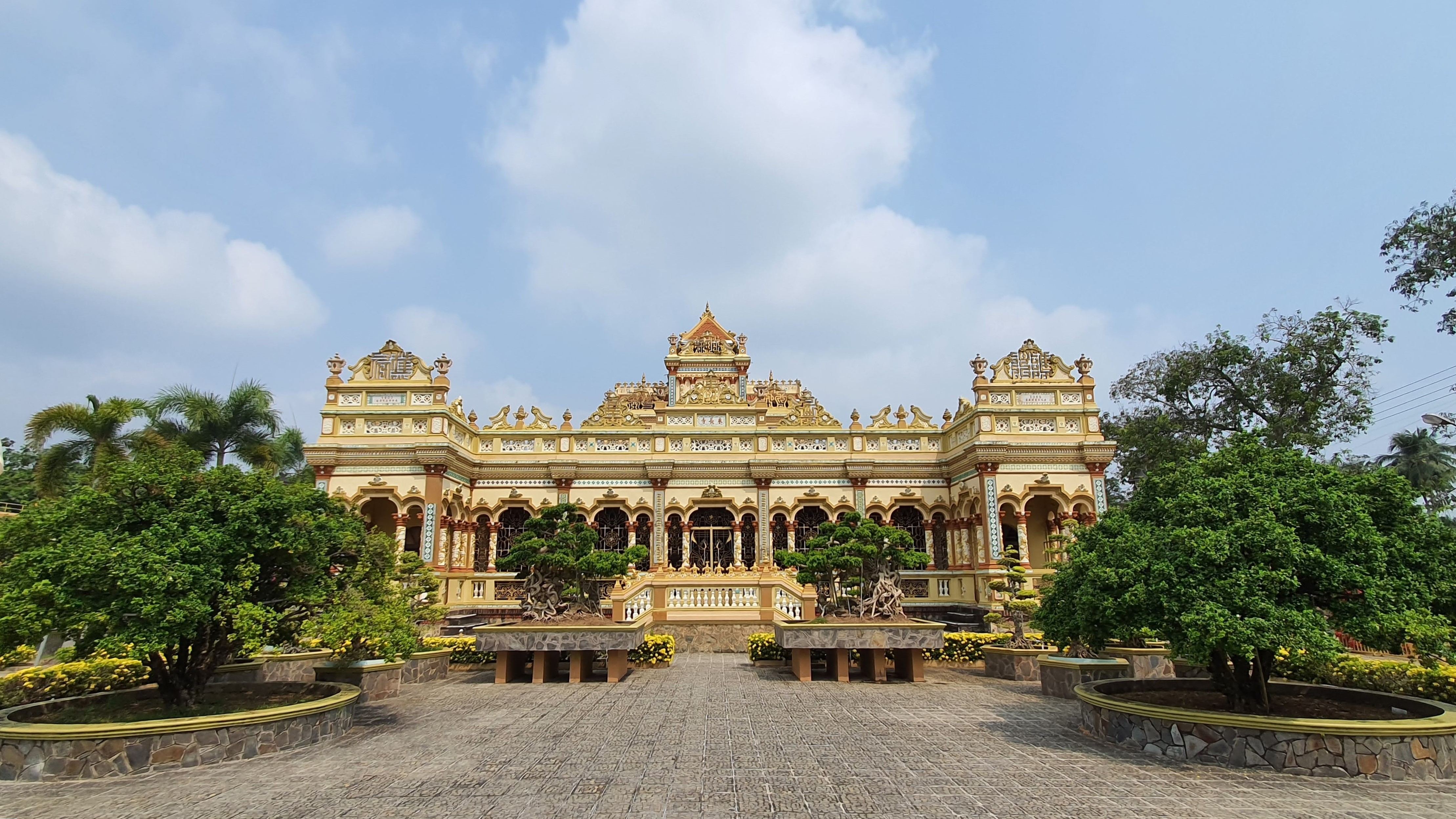
Chùa Vĩnh Tràng

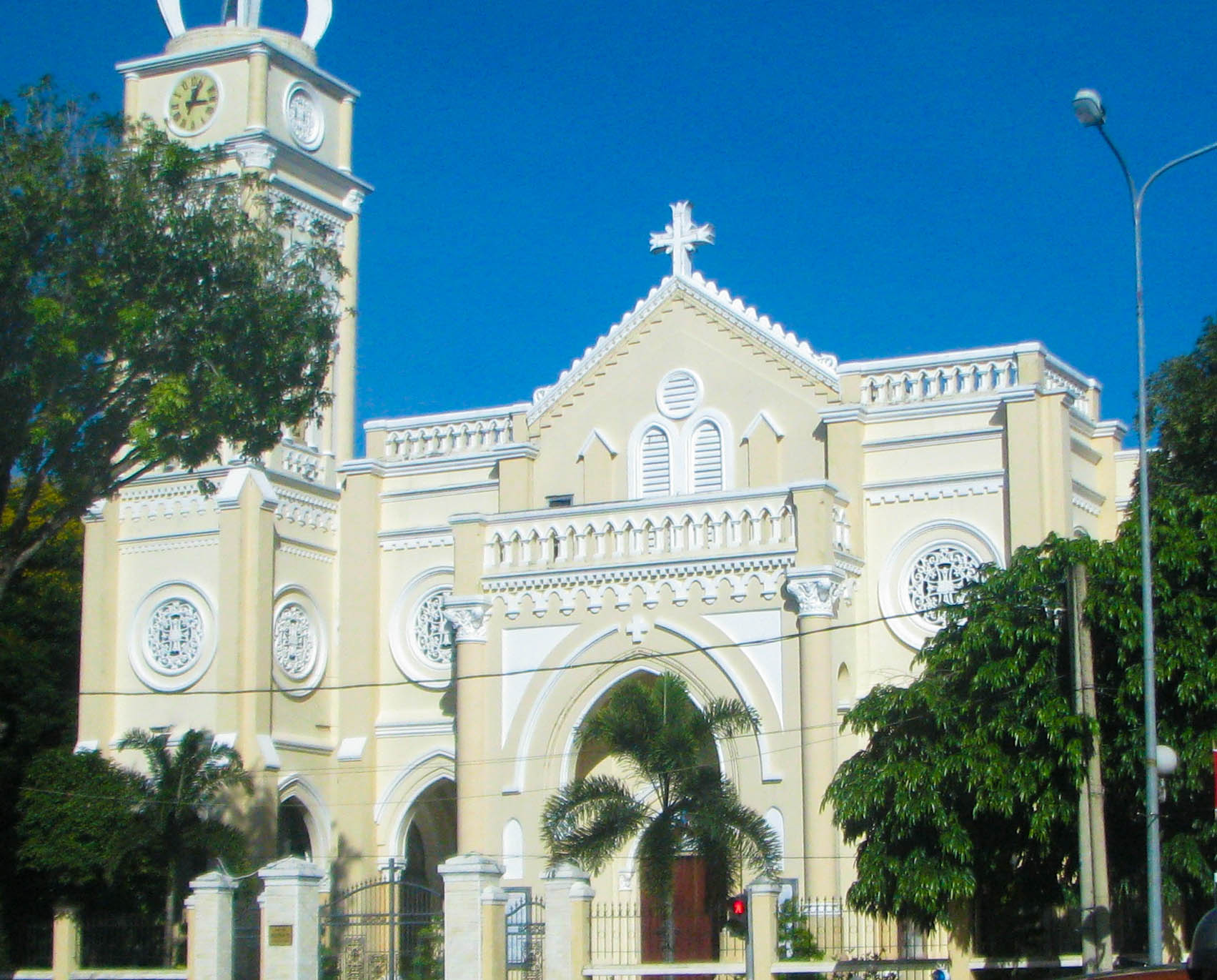
Nhà thờ chính tòa Mỹ Tho

Các địa điểm tham quan: Chùa Vĩnh Tràng, chùa Bửu Lâm, chùa Phật Ân, chùa Linh Phước, chùa Phổ Đức, Nhà thờ chính tòa Mỹ Tho, nhà thờ tin lành Ấp Bắc, nhà thờ Thánh Giuse Lao Công, nhà thờ Nữ Vương Hòa Bình, nhà thờ Giáo xứ Thánh An Tôn, trại rắn Đồng Tâm, Bảo tàng Tiền Giang, Cù lao Thới Sơn, Giếng Nước, Bến Tắm Ngựa, Bờ Kè Sông Tiền, Quảng Trường Mỹ Tho,...
Mỹ Tho đã và đang phát triển đa dạng nhiều loại hình du lịch theo tour liên kết và du lịch miệt vườn với nhiều chương trình tour đa dạng và mở rộng liên với Thành phố Hồ Chí Minh và Cần Thơ. Nhiều khu vui chơi du lịch trung tâm như: chùa Vĩnh Tràng, Trại rắn Đồng Tâm, khu vui chơi tổng hợp và du lịch miệt vườn sông nước Cửu Long Cù Lao Thới Sơn với các cồn: Cồn Long, cồn Lân, cồn Quy, cồn Phụng hợp thành vùng đất tứ linh vô cùng độc đáo mà du khách không thể không ghé qua. Ngoài ra, du khách còn có thể đón tàu ở bến Lạc Hồng để tham quan các cù lao miền sông nước, ăn trái cây, thăm trại làm mật ong, nghe hát cải lương đặc sắc Nam Bộ, đón tàu cao tốc Greenlines DP ở bến tàu du lịch Tiền Giang để đi Vũng Tàu.

## Giao thông

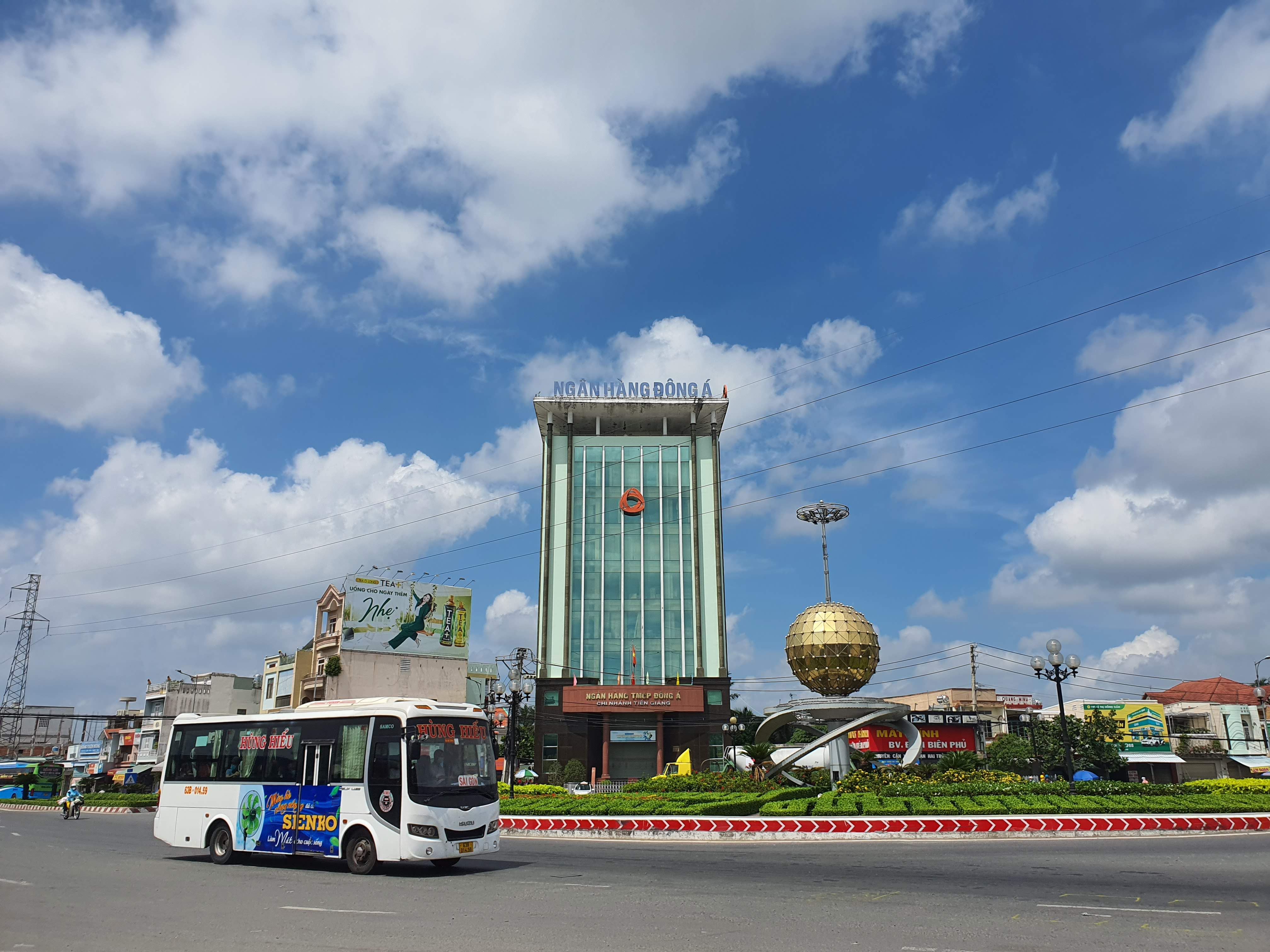
Ngã ba Trung Lương ở Phường 10 là nút giao thông quan trọng kết nối các địa phương qua Quốc lộ 1, và là điểm giao của Quốc lộ 50 và Quốc lộ 60.

### Đường phố
| 30 tháng 4 Âu Dương Lân Ấp Bắc Cô Giang Diệp Minh Tuyền Dương Khuy Đại lộ Hùng Vương Đặng Minh Nhuận Đinh Bộ Lĩnh Đoàn Giỏi Đoàn Thị Nghiệp Đỗ Văn Thống Đỗ Quang Đốc Binh Kiều Đống Đa Gò Cát Giồng Dứa Học Lạc Hoàng Diệu Hoàng Hoa Thám Hoàng Sa Hoàng Việt Hồ Bé Hồ Văn Ngà Hồ Văn Nhánh | Huyện Toại Huỳnh Tịnh Của Ký Con Lãnh Binh Cẩn Lê Chân Lê Đại Hành Lê Lợi Lê Thị Hồng Gấm Lê Thị Phỉ Lê Văn Duyệt Lê Văn Nghề Lê Văn Phẩm Lê Văn Thạnh Lê Việt Thắng Lý Công Uẩn Lý Thường Kiệt Mỹ Chánh Nam Kỳ Khởi Nghĩa Ngô Gia Tự (Đường tỉnh 864) Ngô Quyền Nguyễn An Ninh Nguyễn Bỉnh Khiêm Nguyễn Công Bình Nguyễn Huệ | Nguyễn Huỳnh Đức Nguyễn Hữu Trí Nguyễn Minh Đường Nguyễn Ngọc Ba Nguyễn Tử Vân Nguyễn Thị Minh Khai Nguyễn Thị Thập (Quốc lộ 60) Nguyễn Tri Phương Nguyễn Trung Trực Nguyễn Quân Nguyễn Sáng Nguyễn Văn Giác (hay Anh Giác) Nguyễn Văn Nguyễn Phạm Hùng (Đường tỉnh 870B) Phạm Thanh Phan Bội Châu Phan Lương Trực Phan Hiển Đạo Phan Thanh Giản Phan Văn Khỏe Phan Văn Trị Phùng Há Quốc lộ 1 Quốc lộ 50 Đường tỉnh 870 Rạch Gầm | Sơn Nam Tết Mậu Thân Thái Văn Đẩu Thái Sanh Hạnh Thiên Hộ Dương Thủ Khoa Huân Trần Ngọc Giải Trần Nguyên Hãn Trần Hưng Đạo Trần Quốc Toản Trần Thị Sanh Trần Thị Thơm Trần Văn Hiển Trịnh Hoài Đức Trịnh Văn Quảng Trưng Trắc Trưng Nhị Trương Định Trương Thành Công Trương Vĩnh Ký Trường Sa Trừ Văn Thố Võ Nguyên Giáp (Đường bờ kè sông Tiền) Võ Tánh Vũ Mạnh Xóm Dầu Yersin |

### Tên đường thành phố Mỹ Tho xưa và nay
| Đường Alexandre De Rhodes nay là đường Nguyễn Tri Phương Đường Gia Long nay là đường 30 tháng 4 Đường Ngô Tùng Châu nay là đường Lê Thị Hồng Gấm Đường Nguyễn Viết Thanh (trước năm 1970 là đường Lý Thường Kiệt) nay là đường Rạch Gầm Đường Lý Thường Kiệt nối dài (trước năm 1960 là đường xe lửa Sài Gòn - Mỹ Tho cũ) nay là đường Lý Thường Kiệt | Đường Pasteur (trước năm 1960 là đường Vòng Nhỏ) nay là đường Trần Hưng Đạo Đường Trương Công Định nay là đường Trương Định Đại lộ Ông bà Nguyễn Trung Long (trước năm 1960 là đại lộ Trần Quốc Tuấn) nay là đường Nam Kỳ Khởi Nghĩa Đường Thái Lập Thành nay là đường Giồng Dứa Đường Nguyễn Tri Phương nay là đường Ấp Bắc | Đường Châu Văn Tiếp nay là đường Lê Thị Phỉ Đường Lộ Đất nay là đường Dương Khuy Đại lộ Đại tá Trần Hoàng Quân (trước năm 1960 là đường Pasteur) nay là đường Tết Mậu Thân Đường Tạ Thu Thâu nay là đường Nguyễn Văn Nguyễn Đường Lộ Ma nay là đường Thái Sanh Hạnh Đường Trần Quốc Tuấn nay là đường Trần Quốc Toản |

### Đường sắt
Trước năm 1975, tuyến đường sắt Sài Gòn - Mỹ Tho trở thành tuyến đường sắt đầu tiên của Đông Dương

## Thành phố kết nghĩa
- Thành phố Nam Định, tỉnh Nam Định.
- Thành phố Changwon, tỉnh Gyeongsangnam-do.
- Thành phố Kyoto, tỉnh Kyoto.
- Thành phố Dallas, bang Texas.
- Thành phố Tokyo, tỉnh Tokyo.
- 🇺🇸 Thành phố Rogers, bang Arkansas.

## Hình ảnh

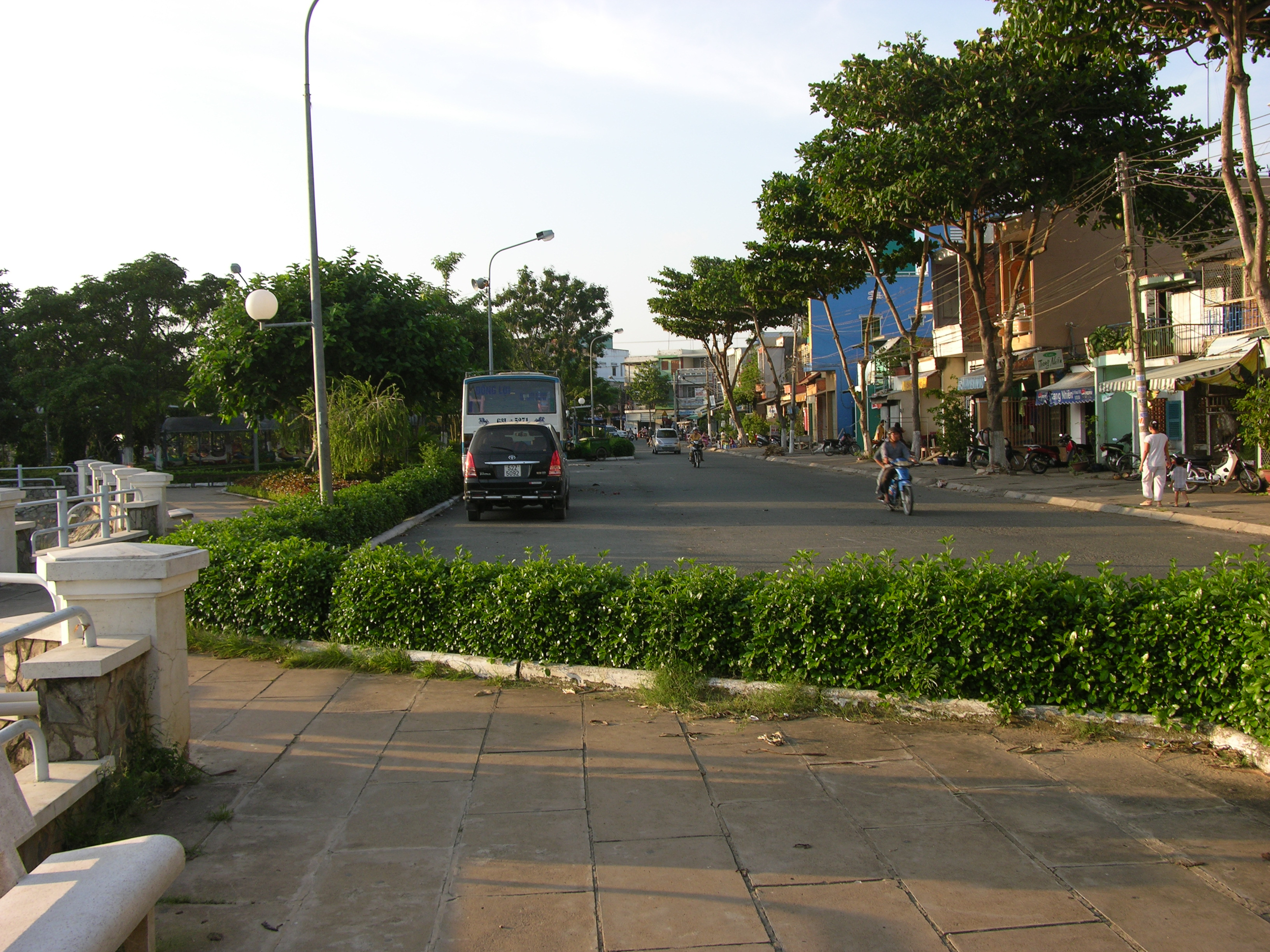
Đường phố Mỹ Tho bên bờ Giếng nước lớn
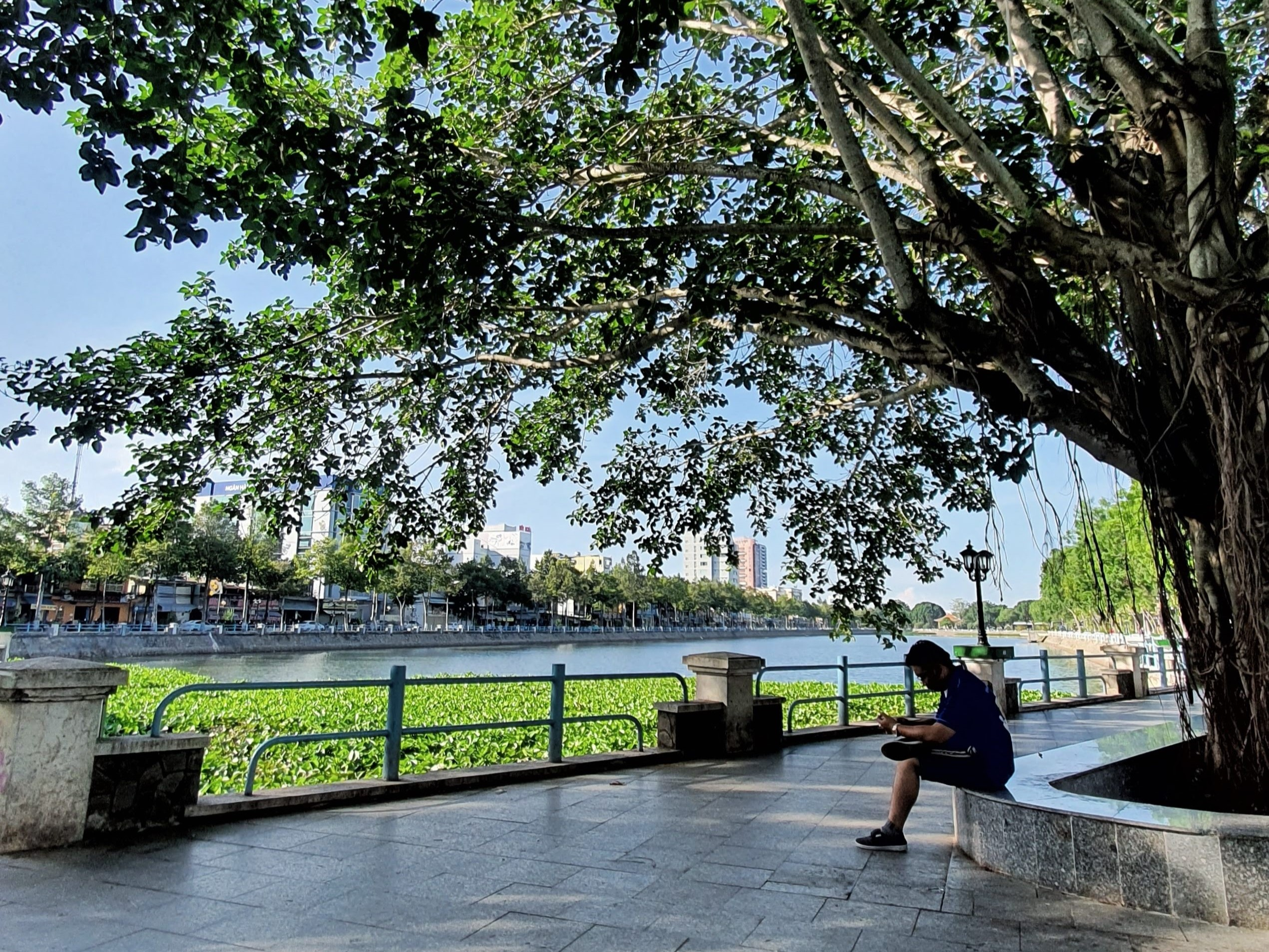
Bóng mát ở Giếng nước lớn
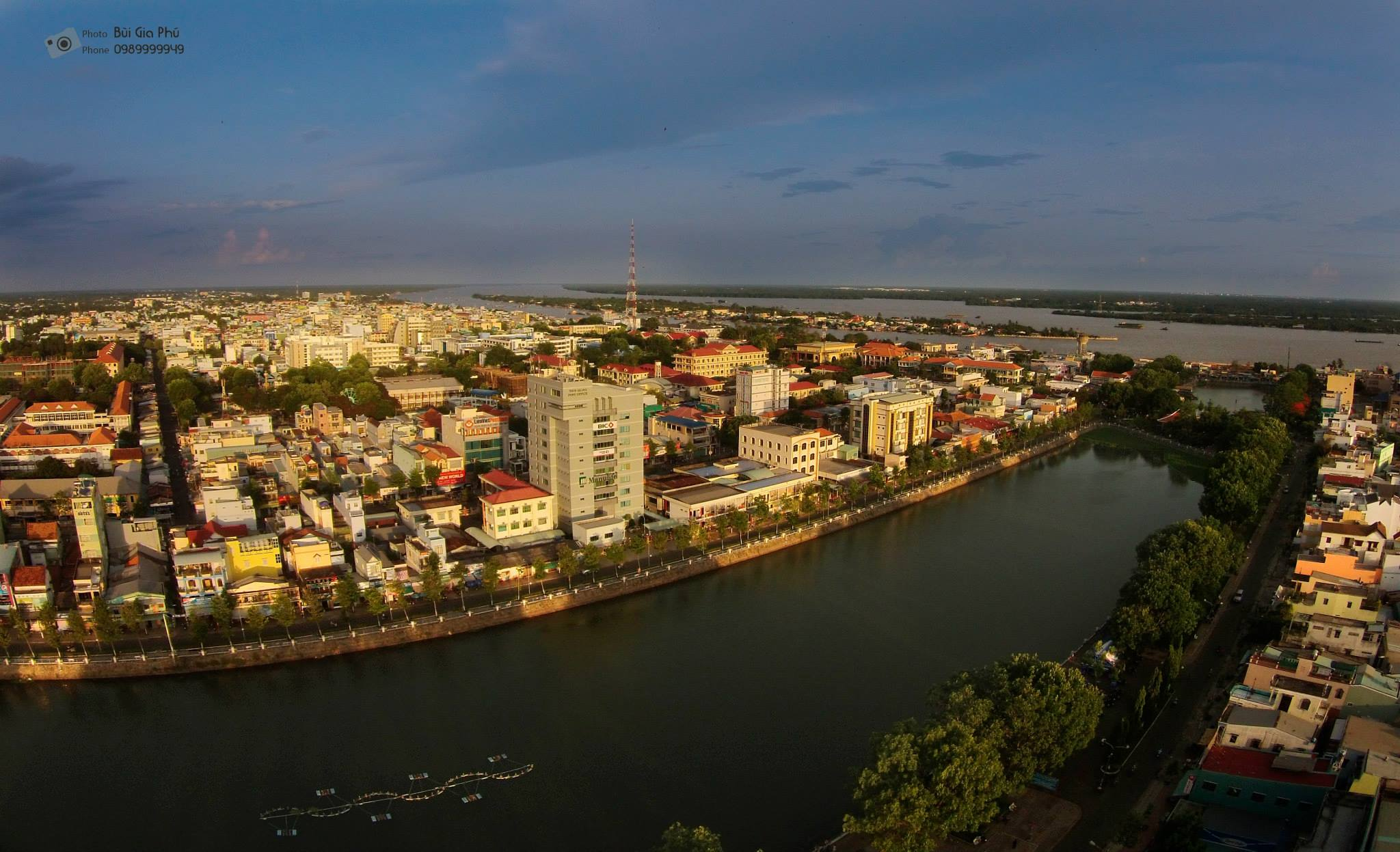
Cập nhật ảnh Giếng nước Mỹ Tho
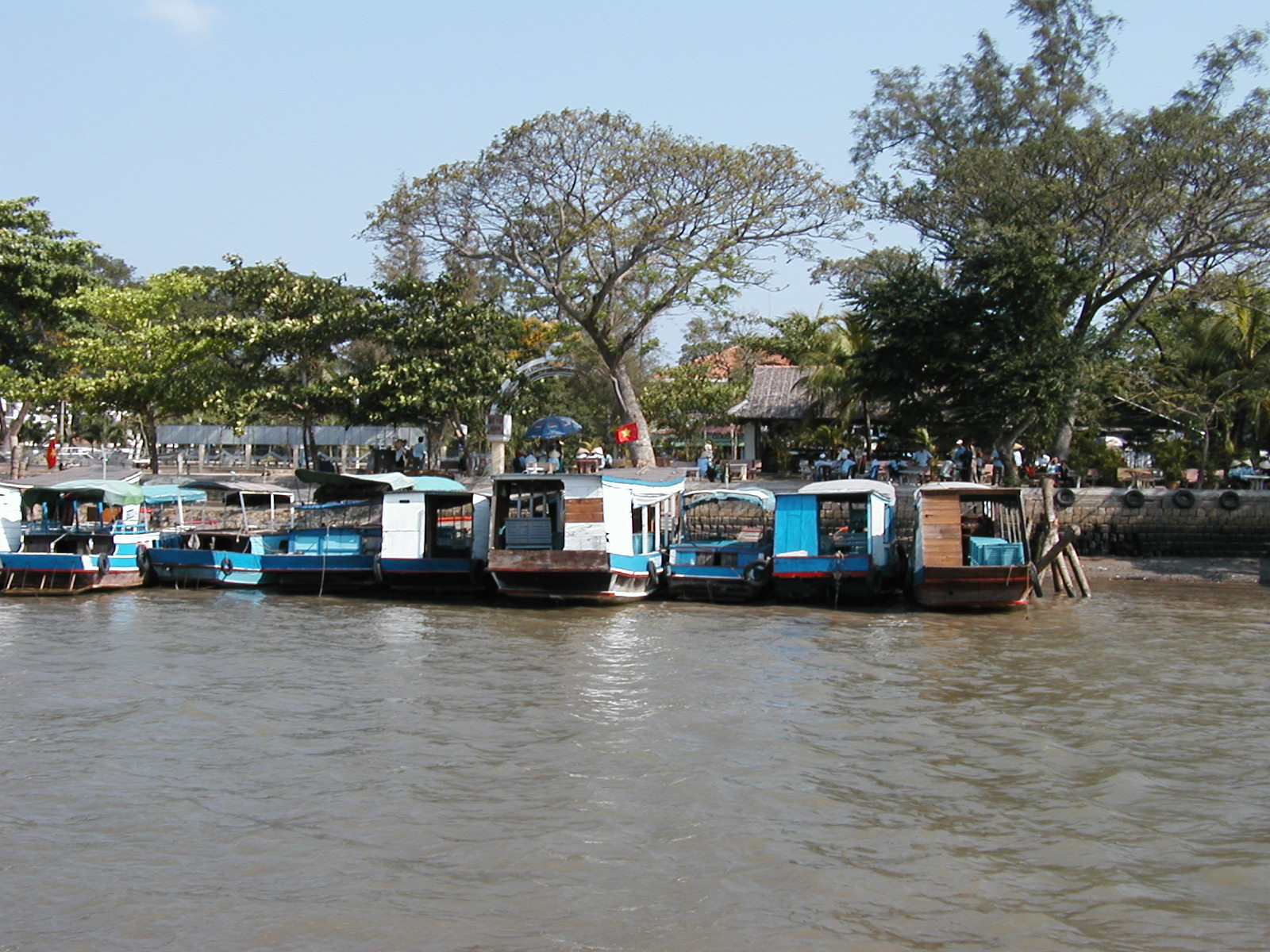
Bến thuyền du lịch Mỹ Tho
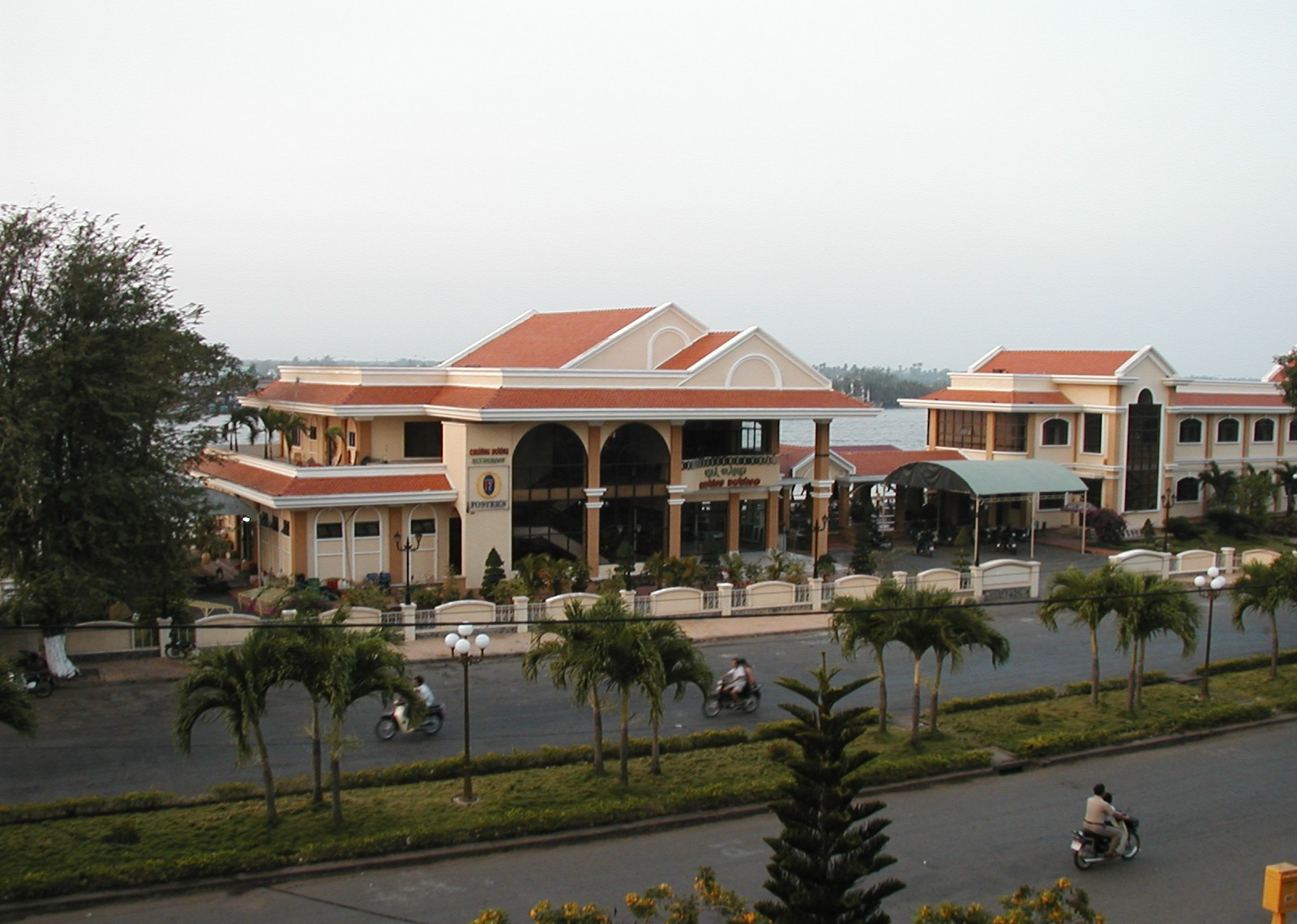
Nhà trên phố bờ sông Tiền
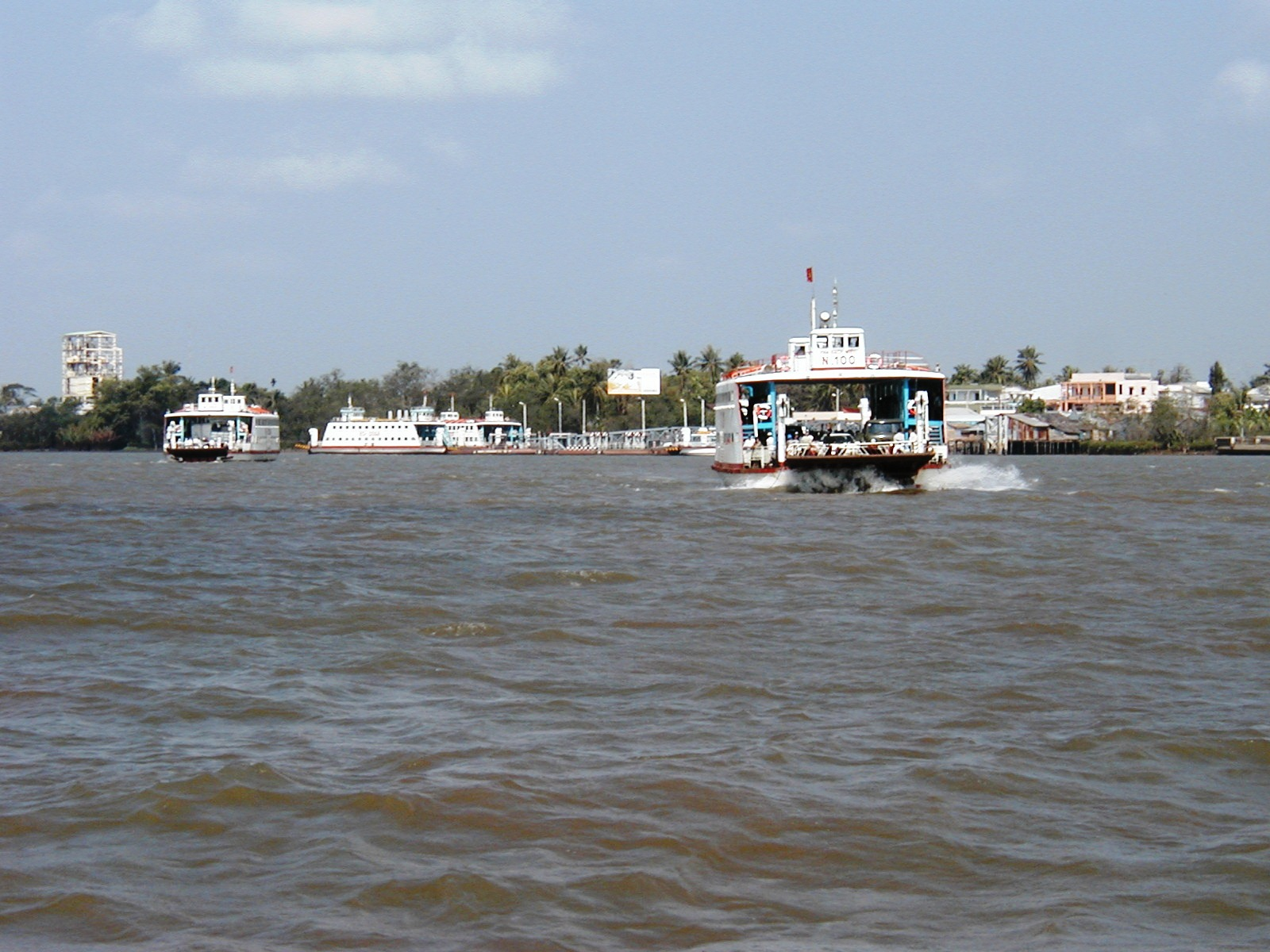
Phà Rạch Miễu 2002, nay đã nghỉ
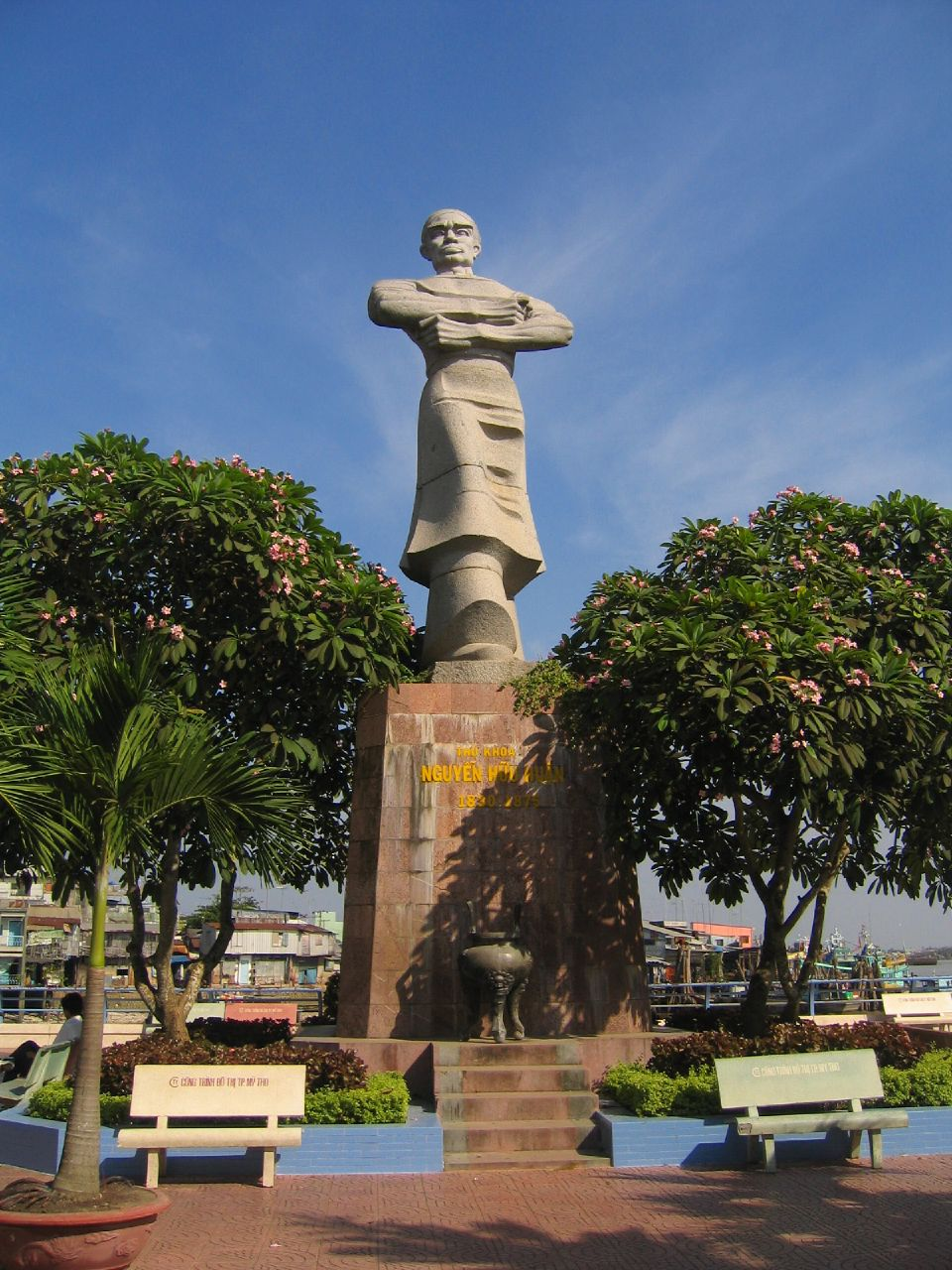
Tượng đài Thủ Khoa Huân tại thành phố Mỹ Tho
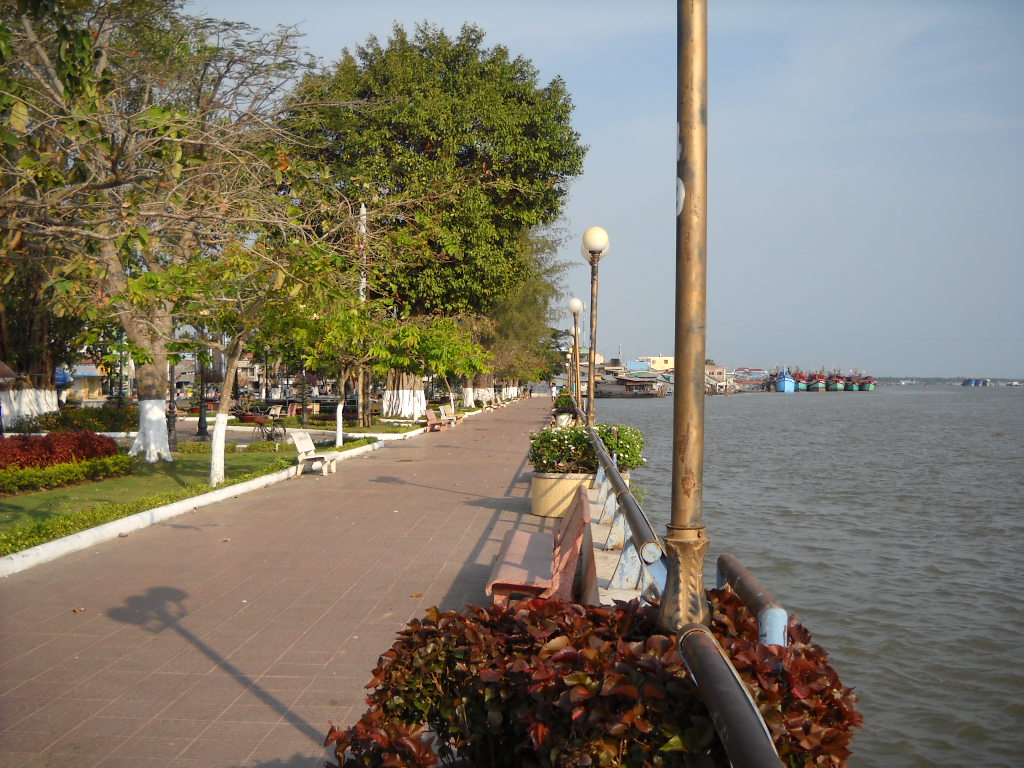
Một góc thành phố Mỹ Tho bên sông Tiền
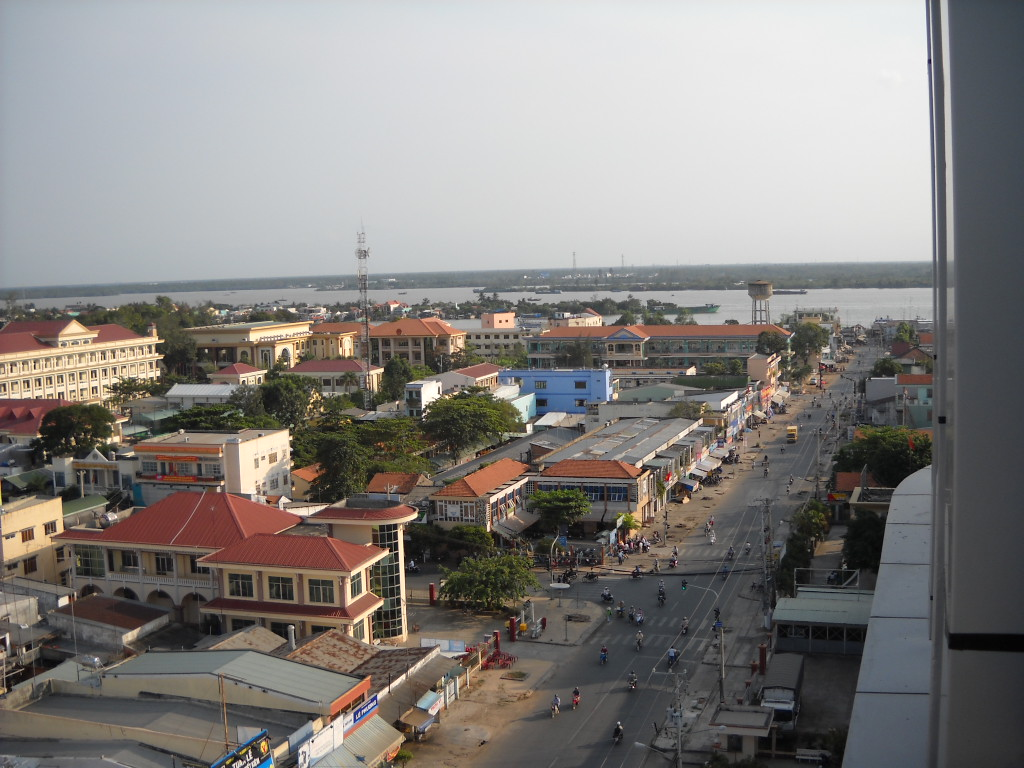
Một góc thành phố Mỹ Tho
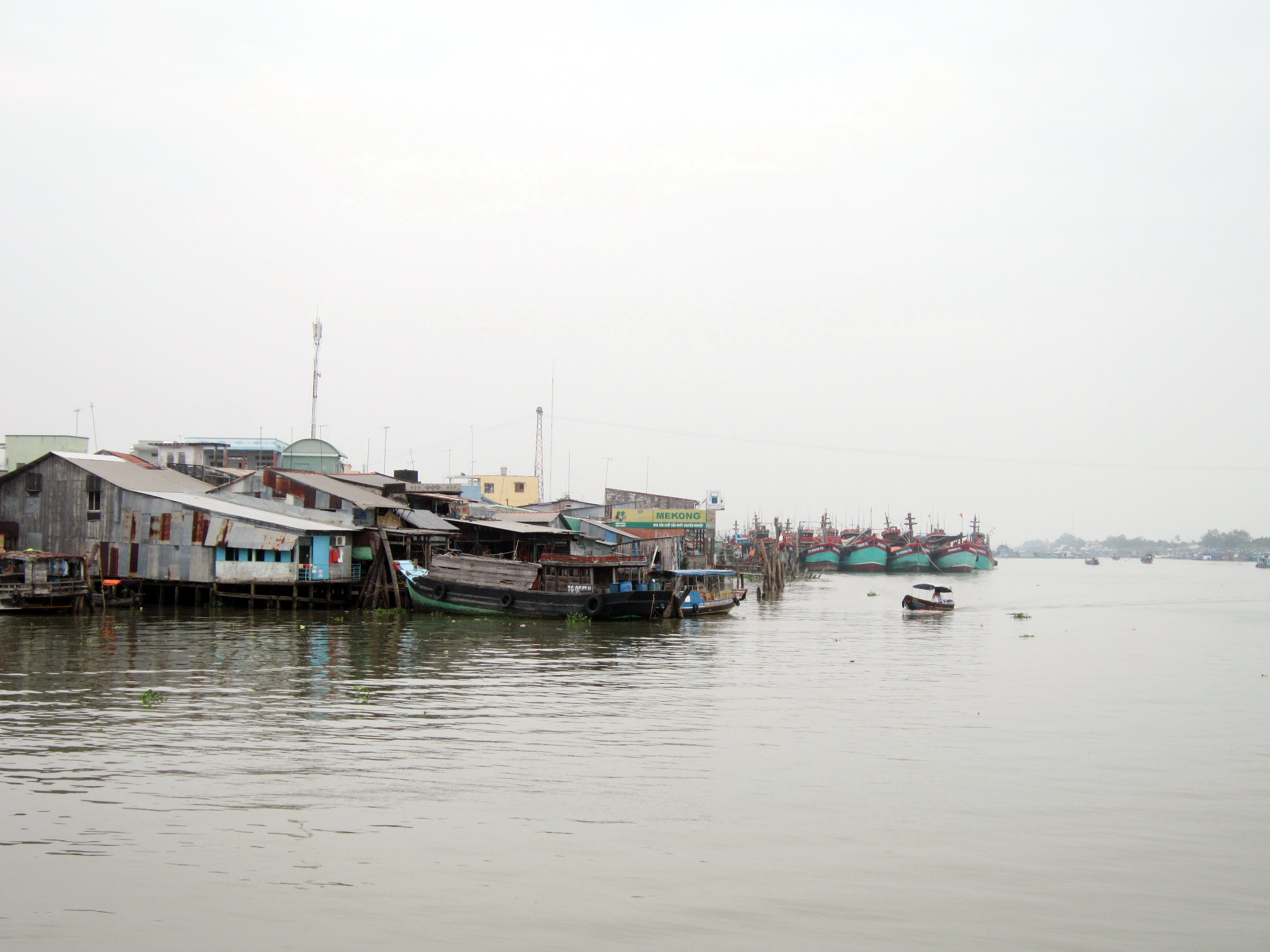
Chỗ sông Bảo Định tiếp giáp với sông Tiền ở thành phố Mỹ Tho
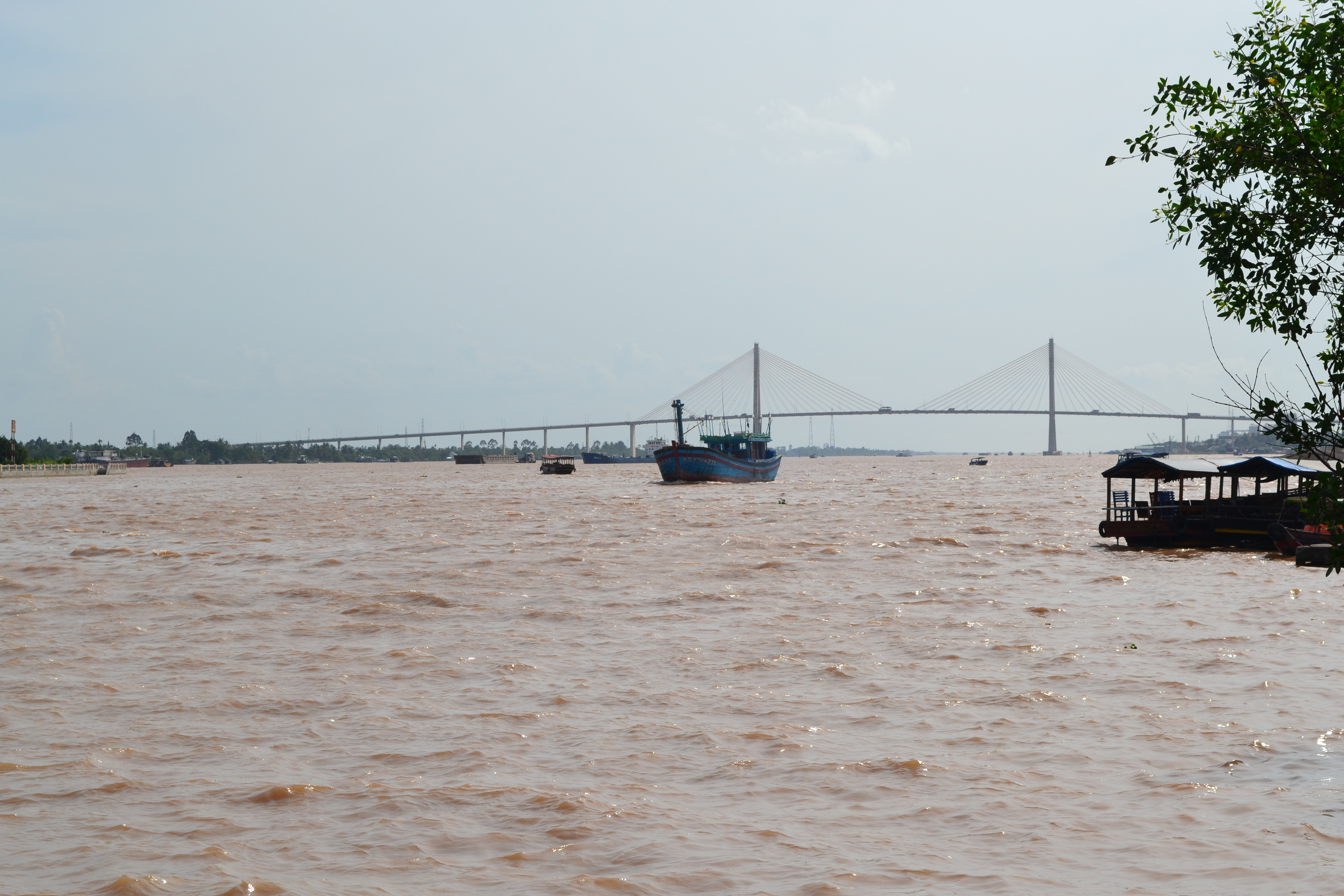
Cầu Rạch Miễu